# Armorial des communes du Finistère
- il reste des blasons à dessiner dans cet armorial.
- Il y a un (des) conflit(s) entre une figure et son blasonnement.

Cette page donne les armoiries (figures et blasonnements) des communes du Finistère. À la différence des blasons familiaux, les blasons des communes sont souvent des créations récentes, dont le(s) concepteur(s) et les explications de conception sont souvent connus. L'armorial a donc été adapté afin de pouvoir contenir ces informations.
Pour les communes du département du Finistère, on peut noter comme créateurs principaux :
- Louis Le Guennec : cet érudit finistérien du début du XXe siècle, bibliothécaire archiviste de la ville de Quimper, au cours de ses voyages dans le département pour élaborer son œuvre Le Finistère monumental, s'attacha également à l'héraldique et proposa pour de nombreuses communes un blason, en général écartelé et composé des éléments marquants des blasons des familles remarquables de la commune. Certaines communes (5) ont adopté ce blason.
- La Commission départementale d'héraldique du Finistère (CDHF), qui mena de nombreux travaux de création, au travers de ses membres distingués Jean Édouard Benoiston (8 blasons), Bernard Le Brun (48 blasons), a maintenu dans le département un cadre de dépôts en préfecture des armoiries des communes au-delà de la simple procédure d'adoption en conseil municipal.
- Yves Clerc'h (11 blasons)

Le Finistère présente la particularité de posséder un armorial officiel tenu en préfecture à la suite des travaux de la Commission Départementale d'Héraldique du Finistère (CDHF). Les communes se donnant un blason par décision municipale le font ensuite déposer et authentifier au niveau du département, par arrêté préfectoral.

(5 dessin(s) en attente. GLSST)
- Haut – A
- B
- C
- D
- E
- F
- G
- H
- I
- J
- K
- L
- M
- N
- O
- P
- Q
- R
- S
- T
- U
- V
- W
- X
- Y
- Z

## A
| Blason de Argol | Blason  | Écartelé : au premier d'hermine plain, qui est de Bretagne ; au deuxième fascé d'or et de gueules de six pièces, qui est Du Chastel et du Kerlec’h; au troisième d'or aux trois pommes de pin d'azur mal ordonnées, qui est Hirgars ; au quatrième d’azur à une colombe d’argent portant dans son bec un rameau d’olivier de sinople brochant sur une crosse d'abbé de sable, qui est Jean Briant, abbé de Landévenec; sur le tout de gueules au roi Gradlon d'or chevauchant un cheval d'argent. |
| Blason de Argol | Détails | Le blason représente la diversité des quartiers qui forment la commune d’Argol, puisqu'on y retrouve le bourg, les « colonies » et le « bas d’Argol » (Caméros), tout en faisant référence à la Bretagne et à l’abbaye bénédictine de Landévennec dont a longtemps dépendu la paroisse d’Argol. * Il y a là non-respect de la règle de contrariété des couleurs : ces armes sont fautives (sable sur azur). Approuvé par délibération du conseil municipal du 20 juin 2009                        |
| Blason de Argol | Alias   | Écartelé : au premier d'hermine plain, au deuxième fascé d'or et de gueules de six pièces, au troisième d'or aux trois pommes de pin d'azur mal ordonnées, au quatrième d'argent à l'arbre arraché de sinople, un oiseau de sable tenant en son bec un rameau aussi de sinople brochant sur le fût ; sur le tout de gueules au roi Gradlon d'or chevauchant un cheval d'argent. Proposition de 1934 par Louis Le Guennec, jamais officialisée.                                                    |

| Blason de Arzano | Blason  | De gueules à la croix endentée d'argent, chargée en chef d'une moucheture d'hermine de sable soutenue d'un croissant du champ, chargée aussi en abîme d'un lion léopardé d'azur armé et lampassé aussi de gueules, et cantonnée en chef de deux mâcles d'or,.                                                                                |
| Blason de Arzano | Détails | Les blasons de plusieurs familles nobles possédant des fiefs dans la paroisse inspirent ce blason. S'y trouvent les macles des Rohan, seigneurs de la Roche-Moisan, mais aussi l'hermine des Quimerc'h, le croissant des Bizien, le lion des Leslé et la croix endentée des Fraval. Armes officielles déposées en préfecture le 24 mai 1978. |

| Blason de Audierne | Blason  | D'or à une ancre de marine de sable accostée de deux homards de gueules et accompagnée en pointe d'un merlu d'azur, au chef d'hermine plain,. |
| Blason de Audierne | Détails | Ces armoiries sont symboliques d'un important port breton pour la pêche des crustacés et des poissons de haute mer. Différences entre dessin et blasonnement : chef n'est pas d'hermine plain. Blason utilisé sur le site officiel de la commune |

- Haut – A
- B
- C
- D
- E
- F
- G
- H
- I
- J
- K
- L
- M
- N
- O
- P
- Q
- R
- S
- T
- U
- V
- W
- X
- Y
- Z

## B
| Blason de Bannalec | Blason  | De sinople à un rameau de genêt à trois fleurs épanouies d'or, au chef d'hermine chargé d'un croissant de gueules. |
| Blason de Bannalec | Détails | Les fleurs de genêt évoquent le nom de la commune ("Banaleg"=la genêtaie), et le croissant sur fond d'hermine rappelle les armes de la famille de Quimerc'h. Adopté par décision du conseil municipal le 5 avril 1979, déposé en préfecture le 28 novembre 1979. |

| Blason de Bénodet | Blason  | D'azur à un yacht de sable, voguant de front sur une mer d'argent, habillé d'une grande voile du même et d'un spinnaker d'or chargé d'une harpe du champ, à l'aquilon d'or mouvant de l'angle senestre du chef.                                                                                             |
| Blason de Bénodet | Détails | Le yacht sous spinnaker évoque l'essor pris par Bénodet dans le domaine de la plaisance, tandis que la harpe, attribut de sainte Brigitte, et l'hermine de la couronne ducale, symbole d'attachement à la Bretagne, renvoient à l'identité historique de la commune. Déposé en préfecture le 18 avril 1978. |

| Blason de Berrien | Blason  | D'argent aux trois jumelles de gueules, au franc-canton d'or chargé d'un lion de sable. |
| Blason de Berrien | Détails | Armoiries de la famille des Berrien Le statut officiel du blason reste à déterminer.    |

| Blason de Bodilis | Blason  | Fascé de sable et d'or au griffon de gueules brochant ; au chef d'argent chargé de trois mouchetures d'hermine de sable. |
| Blason de Bodilis | Détails | Bodilis, ancienne trêve de Plougar, était divisé en six cordellées : le Bourg, Mouster-Paul, Coat-Sabiec, Ninivit, le Plessix ou le Quinquis et Lambezre. Ce sont ces six divisions territoriales qui ont été symbolisées sur les armoiries par six barres horizontales, jaunes et noires, couleurs du Léon. L'origine de la trêve est le monastère que fit bâtir St Paul (Mouster-Paul), rappelé sur les armoiries par le dragon qui fut vaincu par ce vénérable personnage. Les hermines situent la commune dans la péninsule armoricaine. Adopté en Conseil Municipal le 25 juin 1991. |

| Blason de Bohars | Blason  | D'or au bosquet d'arbres au naturel sur une terrasse de sinople, au chef d'azur chargé de trois tours d'or ouvertes, ajourées et maçonnées de sable, coulissées de gueules. |
| Blason de Bohars | Détails | Blason utilisé sur le bulletin municipal |

| Blason de Botmeur | Blason  | D'argent au lion de gueules, accompagné de quatre mouchetures d'hermine de sable posées une en chef, une à dextre, une à senestre, et une en pointe. |
| Blason de Botmeur | Détails | En janvier 2008, le maire a fait part de la décision du conseil municipal de créer un blason communal inspiré en partie des armoiries de la famille de Botmeur (qui portait "Écartelé aux I et IV d’or au lion de gueules, et aux II et III d’argent au lion de gueules" et avait pour devise « Délivrez-moi de la gueule des lions »), représentant « un lion de gueules sur fond argenté avec quatre hermines ». Le statut officiel du blason reste à déterminer. |

| Blason de Bourg-Blanc | Blason  | D'or à une fasce de sable ondée en pointe, chargée d'un dragon d'argent. Ornements extérieursAccompagnée de sa devise bretonne sur une banderole d’or ; l’écu sommé d’une grande moucheture d’hermine de sable accompagnée d’une macle d’or à dextre et d’une croisette aussi d’or à senestre ; soutenu de deux truites adossées en chevron renversé d’argent issant d’une mer de sinople, le tout posé sur le manteau de la Vierge Marie d’azur à l’orle d’or, doublé d’argent. Devise / Cri'Vourc’h ven dinam atao (Bourg-Blanc toujours sans tâche) |
| Blason de Bourg-Blanc | Détails | Le Dragon rappelle la légende du dragon de Prat-ar-Zarp qui terrorisait les habitants en crachant du feu. Ses maléfices furent réduits à néant par l’intervention salutaire de Saint-Urfold. Les poissons (2 truites) rappellent que Bourg-Blanc est sillonnée par des rivières très poissonneuses en particulier l’Aber Benouhic qui traverse l’agglomération. Conseil municipal du 6 décembre 1976. Arrêté préfectoral du 24 août 1977. |

| Blason de Brasparts | Blason  | De sinople à une tête de cheval arrachée d'argent, au chef denché de trois pièces du même. |
| Blason de Brasparts | Détails | La couleur verte représente les nombreux bois et pâturages, ainsi que le parc naturel régional d'Armorique, dont fait partie ce bourg des Monts d'Arrée, symbolisés par les pointes. Au XVIIIe siècle, se tenaient sur la commune de nombreuses foires réputées pour la vente des chevaux du pays, de la race "bidet breton". Déposée en préfecture le 24 août 1977. |

| Blason de Brélès | Blason  | D’azur, mantelé de sinople chargé de quatre mouchetures d’hermine d’argent rangées en chef; à un château du même maçonné de sable ouvert et ajouré du champ, brochant en cœur et soutenu de trois tours de sable maçonnées d’argent, (celles des flancs brochant sur la partition). Différences entre dessin et blasonnement : les tours ne sont pas dessinées "maçonnées d'argent", et celles des flancs ne brochent pas comme sur la source. |
| Blason de Brélès | Détails | Présent sur le site officiel de la commune. |

| Blason de Brest | Blason  | Parti, au premier d'azur à trois fleurs de lys d'or, qui est de France, au deuxième d'hermine plain, qui est de Bretagne.                                                                                              |
| Blason de Brest | Détails | On trouve parfois de manière erronée un blasonnement Mi-parti de France et de Bretagne. Une source cite en 1882 un blason D'azur à un navire d'or, au chef d'hermine. Adoptée en conseil municipal le 15 juillet 1683. |

| Blason de Briec | Blason  | Tiercé ployé en pairle renversé, les coutures élargies en filet d'argent : au premier de gueules à la croix alésée pattée d'or, au deuxième de sinople à la roue dentée d'or, au troisième d'azur au bouquet de trois épis de blé d'or ; le tout sommé d'un chef bastillé de trois pièces d'argent chargées de trois mouchetures d'hermine de sable. |
| Blason de Briec | Détails | Le chiffre trois, fréquemment rencontré dans la commune, se retrouve dans le partage du blason en trois parties et dans les trois hermines qui rappellent, par ailleurs, son appartenance à la Bretagne. Le chef bastillé rappelle le camp romain de Brithiac ou Brissiac, à l'origine du nom de la commune, la croix évoque les chapelles; Le gueules rappelle le sang versé par les patriotes de la Compagnie de Briec. Roue dentée pour l'industrie, blé pour l'agriculture. Présent sur le bulletin officiel de la mairie |
| Blason de Briec | Alias   | Tiercé-ployé en pairle, les coutures élargies en divises d'argent ; au 1, de gueules à une croix pattée d'or ; au 2, de sinople à une roue dentée également d'or; au 3, d'azur à une gerbe de trois épis de blé également d'or; au chef bastillé d'argent à trois mouchetures d'hermine de sable. |

Pas de blason connu pour les communes suivantes : Baye - Beuzec-Cap-Sizun - Bolazec - Botsorhel - Brennilis - Brignogan-Plages.
- Haut – A
- B
- C
- D
- E
- F
- G
- H
- I
- J
- K
- L
- M
- N
- O
- P
- Q
- R
- S
- T
- U
- V
- W
- X
- Y
- Z

## C
| Blason de Camaret-sur-Mer | Blason  | D'azur à une nef équipée, habillée et flammée d'argent, voguant sur une mer de sinople, senestrée d'une tour d'or maçonnée ouverte et ajourée de sable, au chef d'hermine. Devise / CriCustos oræ Aremoricæ (Gardienne du littoral de l'Armorique) - devise accordée par Louis XIV. |
| Blason de Camaret-sur-Mer | Détails | La Nef rappelle la tentative de débarquement des anglo-hollandais le 18 juin 1694, la Tour les fortifications Vauban, classées au patrimoine mondial de l'UNESCO, et le chef représente le blason ducal de la Bretagne. * Il y a là non-respect de la règle de contrariété des couleurs : ces armes sont fautives (sinople sur azur).. Blason crée en 1878 par Le Menn, colorisé par la Commission départementale d'héraldique Le statut officiel du blason reste à déterminer. |

| Blason de Carantec | Blason  | D'azur au rocher de trois coupeaux de sable, issant d'une mer ondée d'argent, au chef de contre-hermine.                                           |
| Blason de Carantec | Détails | * Il y a là non-respect de la règle de contrariété des couleurs : ces armes sont fautives (sable sur azur). Déposée en préfecture le 28 août 1981. |

| Blason de Carhaix-Plouguer | Blason  | D'or au bœuf de sable colleté, clariné et accorné d'argent. |
| Blason de Carhaix-Plouguer | Détails | Présent sur l'armorial d'Hozier de 1696.                    |

| Blason de Châteaulin | Blason  | D'azur au château d’argent girouetté d’or, accompagné en pointe d’un saumon aussi d’argent mis en fasce. |
| Blason de Châteaulin | Détails | Le saumon figure sur les armoiries de Châteaulin depuis le XVe siècle. Les saumons ont fait la renommée de Châteaulin. Sa pêcherie de saumons est reconnue depuis le XIe siècle. Au XVIIe siècle, les saumons sont déjà exportés sur Paris. En usage depuis 1878. Déposé en préfecture le 24 mai 1978. |

| Blason de Châteauneuf-du-Faou | Blason  | D'azur au château d'argent ouvert du champ, ajouré et maçonné de sable, accompagné en pointe d'une fasce ondée aussi d'argent. |
| Blason de Châteauneuf-du-Faou | Détails | Déposé en préfecture le 17 juillet 1978. Présenté sur le site officiel de la commune                                           |

| Blason de Cléden-Cap-Sizun | Blason  | De gueules au rencontre de cerf d'or, accompagné en chef de trois mouchetures d'hermine du même ; chaussé d'or, chargé à dextre de trois fleurs de lis et à senestre de trois roses, le tout de gueules rangés en orle. Devise / CriKleden ar c'hap bloavez mad |
| Blason de Cléden-Cap-Sizun | Détails | Le blason consiste en l'assemblage de trois parties correspondant aux trois seigneuries ayant existé au Moyen Âge : la partie gauche et ses lys correspond à la seigneurie de Kerazan; la partie centrale et son cerf correspond au marquisat de Kerharo; la partie droite et ses roses correspond à la seigneurie de Keridiern. Délibération municipale du 16 novembre 1999. Le blason est présent sur le site officiel de la commune. |

| Blason de Cléder | Blason  | De gueules au château de deux tours et de deux cheminées d'or, ouvert et ajouré du champ, un dragon de sable issant de son porche, accompagné en chef de trois artichauts d'argent rangés en fasce et en pointe d'une moucheture d'hermine du même. |
| Blason de Cléder | Détails | Blason enregistré le 28 juin 1978 à la préfecture du Finistère. |

| Blason de Clohars-Carnoët | Blason  | Coupé : au premier de sinople à la croix pommetée alésée brochant sur six épis de blé passés en sautoir, 3 et 3, cantonnée de quatre pommes, le tout d'or ; au second d'or à la nef de gueules, habillée d'hermine, voguant sur une mer ondée de sinople mouvant de la pointe. |
| Blason de Clohars-Carnoët | Détails | Le statut officiel du blason reste à déterminer. |

| Blason de Clohars-Fouesnant | Blason  | D’azur à la croix d’or chargée de cinq fleurs de lys d’azur, cantonnée aux I et IV d’un croissant, aux II et III d’une étoile, le tout d’or.                                                                                |
| Blason de Clohars-Fouesnant | Détails | Il s'agit du blason d’une des maisons nobles de la commune, la famille de Kernafflen de Kergos (les couleurs ont cependant été modifiées). Présenté sur le site officiel de la commune. Décision municipale du 3 juin 1985. |

| Blason de Coat-Méal | Blason  | Parti d'azur et de sinople, au calvaire d'or du lieu perronné de quatre degrés du même, maçonnés de sable et brochant sur la partition ; mantelé d'or chargé au point du chef d'une tour de sable, ouverte et ajourée d'or, et de deux mouchetures d'hermine de sable en flancs. |
| Blason de Coat-Méal | Détails | L'or et le noir sont les deux couleurs du Léon, ancien comté dont l'appartenance à la Bretagne est ici symbolisée par les hermines. Le rouge situé en bas du blason était la couleur utilisée par les familles nobles qui se sont succédé tant à kérascoët que dans les manoirs du bourg. La tour évoque le Castel Huel, jadis siège de la vicomté de Coat-Méal, bâti au sommet d'une motte figurée par la pile bleue et verte. Le calvaire rappelle les nombreux lieux sanctifiés (croix et calvaires) édifiés par les seigneurs pour commémorer les événements survenus sur la commune. Les couleurs utilisées en pointe représentent la campagne de Coat-Méal, le bleu étant pour les plans d'eau et les rivières, le jaune pour la vocation agricole (moisson), le vert pour les bois et les taillis. Créé par la commission départementale d'héraldique en 1993. Approuvée par décision municipale du 15 novembre 1993. |

| Blason de Combrit | Blason  | Écartelé : au premier d'hermine plain, au deuxième d'azur à la tour ruinée d'argent, maçonnée de sable, mouvant de la pointe, surmontée à senestre d'un drapeau breton (qwenn ha du), au troisième d'azur à la nef d'or, habillée d'argent, voguant sur une fasce ondée du même, au quatrième de sable aux cinq palmettes (plumes de paon) d'or ordonnées en sautoir. |
| Blason de Combrit | Détails | Déposé en préfecture le 25 novembre 1985. Présent sur le site officiel de la commune, |

| Blason de Commana | Blason  | D'argent aux trois mouchetures d'hermine de sable, au mantel renversé de gueules chargé de quatre fasces aussi d'or et d'un lion léopardé morné aussi de sable brochant en pointe. |
| Blason de Commana | Détails | Ce blason évoque le combat livré en 1169 à Commana, au cours duquel Conan, Duc de Bretagne vainquit Guiomar IV, Comte du Léon. Les trois hermines représentent les armoiries du duché de Bretagne affrontant et dominant le lion noir du Léon. Les neuf bandes rappellent les 9 fratries qui constituaient la paroisse : la Garenne, Kerangouly, Kergoat, Kermabil, Linguinou, le Mougau, Perroz, Quillidiec et Restancaroff. Les bandes jaunes constituent le fond des armes du Léon ; les bandes rouges dépeignent combien ce combat fut sanglant. Approuvé par décision municipale le 20 avril 1977. Déposé en préfecture le 18 mai 1977. Présenté sur le site officiel de la commune. |

| Blason de Concarneau | Blason  | D'hermine chargé de trois haches d'armes de gueules posées en pal et rangées en fasce.                                                         |
| Blason de Concarneau | Détails | Les trois haches symbolisent les défenses de la ville close. Présent sur l'armorial d'Hozier en 1696. Déposé en préfecture le 26 janvier 1978. |

| Blason de Conquet (Le) | Blason  | Écartelé, au premier d'or à une tour d'argent * maçonnée de sable accostée de deux ancres de gueules et soutenue d'une coquille aussi d'argent ; au deuxième d'azur à trois mouettes d'argent becquées et membrées de gueules ; au troisième d'argent à la fasce d'azur accompagnée de deux poissons du même ; au quatrième de gueules à un lion d'argent. Sur le tour, de sinople à un navire d'argent, les voiles chargées d'une moucheture d'hermine de sable, voguant sur une mer de sinople. |
| Blason de Conquet (Le) | Détails | * Il y a là non-respect de la règle de contrariété des couleurs : ces armes sont fautives (argent sur or). Le statut officiel du blason reste à déterminer. |

| Blason de Coray | Blason  | D'azur à la croix latine gironnée d'or et de sable, au chef ondé d'or chargé de trois mouchetures d'hermine aussi de sable. |
| Blason de Coray | Détails | Les hermines de Bretagne surmontent une croix facettée, symbolisant la pierre de staurotide présente dans le sous-sol de Coray. Les couleurs bleu, jaune, noir, sont celles de l'ancien costume des hommes de Coray. Présenté sur le site officiel de la commune |
| Blason de Coray | Alias   | Coupé d’azur et de sable, une croix gironnée d’or de huit pièces brochant sur le tout, cantonnée en chef de deux mouchetures d’hermine d’or. Ancien blason de Coray, créé par Bernard Le Brun.                                                                   |

| Blason de Crozon | Blason  | D'or au lion morné de sable, à la bordure de gueules chargée de trois macles d'or, une en chef, une à dextre et une à senestre. Devise / CriEtre daou vor (Entre deux mers).                                                                                             |
| Blason de Crozon | Détails | Le blason de Crozon reprend le sceau du comté de Crozon, datant de 1525. Il est issu des armes de la famille Rohan-Chabot, une branche cadette de la famille de Rohan. Approuvé par décision municipale le 17 décembre 1977. Présent sur le site officiel de la commune. |

Pas de blason connu pour les communes suivantes : Cast - Cléden-Poher - Le Cloître-Pleyben - Le Cloître-Saint-Thégonnec - Collorec - Confort-Meilars.
- Haut – A
- B
- C
- D
- E
- F
- G
- H
- I
- J
- K
- L
- M
- N
- O
- P
- Q
- R
- S
- T
- U
- V
- W
- X
- Y
- Z

## D
| Blason de Dinéault | Blason  | D'or à la burelle d'azur, haussée, vivrée de trois pièces, accompagnée en chef de deux mouchetures d'hermine de sable, calées dans les chevrons versés formés par la burelle, et en pointe d'un vase sphérique de gueules, à la bordure crénelée du même. |
| Blason de Dinéault | Détails | Déposé en préfecture le 14 octobre 1992. |

| Blason de Dirinon | Blason  | Écartelé, au premier d'or au léopard de gueules, au deuxième d'azur au chevron d'argent accompagné de trois huppes du même, au troisième d'azur aux trois annelets d'argent, au quatrième d'or aux trois merlettes de sable; sur le tout, d'argent aux lettres N et D capitales d'azur entrelacées surmontées d'une couronne de gueules accostée de deux mouchetures d'hermine de sable. Devise / CriSell petra ri (Regarde ce que tu feras... Réfléchis avant d'agir...) |
| Blason de Dirinon | Détails | Basé sur l'assemblage des blasons des 4 familles nobles vivants à Dirinon au XVe siècle : Nevet, de Maufuric, Kerguern, Roualze. Utilisé par la commune depuis 1983 dans son bulletin municipal. |

| Blason de Daoulas | Blason  | D'argent à deux flèches de gueules passées en sautoir, à un cœur du même brochant, le tout accompagné de trois bannières de sable chacune chargée d'un besant d'or |
| Blason de Daoulas | Détails | Le statut officiel du blason reste à déterminer. |

| Blason de Douarnenez | Blason  | D'azur à la clé d'or renversée et posée en pal, l'anneau en losange pommeté, le panneton figurant une ancre. Ornements extérieursL'écu est timbré d'une couronne murale d'or à la porte à deux battants du même, ferrés de sable ; soutenu aux cantons du chef et aux flancs d'un cordage entrelacé tressé d'argent et de sable ; supporté en baroque de deux fous de Bassan d'argent ailés de sable essorés, descendant et affrontés en chevron renversé sous la pointe de l'écu, tenant en leurs becs un listel d'or bordé et doublé d'azur chargé de la devise en lettre de sable. Devise / Cri« Dalc'h mad » (Tiens bon) |
| Blason de Douarnenez | Détails | L'azur symbolise la mer, la situation portuaire de Douarnenez, sa vocation maritime, sa baie, les eaux ayant englouti la Ville d'Is ; le meuble mixte d'or (mi-clé, mi-ancre de marine) est une figure originale spécialement créée pour Douarnenez. Cette figure symbolise à la fois en un seul objet la clé des portes de la mer (légende de la Ville d'Ys, du roi Gradlon, de la princesse Dahut, etc.) et les activités maritimes, navales et portuaires de Douarnenez. La couronne murale d'or avec une porte centrale, évoque le rempart fortifié protégeant des flots la Ville d'Is. Quant à la porte, elle représente la fameuse "Porte de la mer" dont Dahut déroba les clés. Les entrelacs de cordage aux couleurs de la Bretagne accompagnent les fous de Bassan qui font référence à la symbolique locale (détails d'églises) et à la vie professionnelle des marins pêcheurs. Blason enregistré à la préfecture du Finistère le 21 février 1977. |

| Blason de Drennec (Le) | Blason  | Écartelé: au 1er d'azur au barbeau d'argent contourné en pal, au 2e de gueules à la tête de lièvre d'or, accompagnée de trois quintefeuilles du même, au 3e d'argent à deux fasces de sable, surmontées d'un lambel de gueules, au 4e d'or à l'arbre arraché d'azur; sur le tout, d'or au pairle d'azur cantonné de trois mouchetures d'hermine de sable. Devise / CriN'eus pesk hep drean (« Il n'est poisson sans arêtes ») Telle est la devise du Drennec |
| Blason de Drennec (Le) | Détails | La paroisse de Le Drennec possédait quatre familles nobles comme l’indiquent les armoiries figurant sur le blason. Le poisson représente les Seigneurs du Drennec qui habitaient le Coat ; la famille disparut après la révolution, le château et le moulin furent acquis par les familles Jestin et Huguen. La tête de lièvre avec les quintefeuilles représente la famille Le Ny de Coatéles. Après la révolution, le château fut la propriété de la famille Bigot d’Engente. L’arbre représente la famille de Coatéozen ou de Boisyvon, qui s’est fondue dans la famille de Kerouartz de Lannilis. En 1783, Jacques Louis de Kerouartz et son épouse Charlotte furent parrain et marraine de la grande cloche de Landouzen. Les deux faces et le lambel sont des Barbier de Landouzen, branche cadette des Barbier de Kerjean et des Barbier de Lescoat. Le statut officiel du blason reste à déterminer. |

- Haut – A
- B
- C
- D
- E
- F
- G
- H
- I
- J
- K
- L
- M
- N
- O
- P
- Q
- R
- S
- T
- U
- V
- W
- X
- Y
- Z

## E
| Blason de Elliant | Blason  | D'or à une macle de sinople, au chef d’argent chargé de cinq mouchetures d’hermine de sable. |
| Blason de Elliant | Détails | La macle évoque la famille de Tréanna. Blason présent sur le site officiel de la commune     |

| Blason de Ergué-Gabéric | Blason  | De gueules à la croix potencée d'argent cantonnée de quatre croisettes du même, au chef denché aussi d'argent chargé de trois mouchetures d'hermine de sable. |
| Blason de Ergué-Gabéric | Détails | Le blason reprend la croix portée sur les armes des fondateurs de la commune, les Cabellic, seigneurs de Lezergué. La croix des Cabellic est inspirée de celle du St-Sépulcre, le 3e ordre après les Templiers et les Hospitaliers, ce qui laisse à supposer qu'ils ont participé aux XIIe ou XIIIe aux croisades. Le découpage danché du chef rappellent les nombreuses vallées et hauteurs verdoyantes de la commune, et les trois hermines, symboles bretons par excellence, rappellent les trois pôles principaux d'Ergué-Gabéric (Rouillen, le Bourg et Lestonan). Fixée par arrêté préfectoral le 3 septembre 1980. |

| Blason de Esquibien | Blason  | D'azur à l'ancre de marine encordée d'or, surmontée d'une mitre du même décorée d'un galon de sable bordé d'or en pairle renversé, dont les fanons aussi de sable bordés et doublés aussi d'or délimitent un chef émanché de sinople, ladite mitre accostée de deux mouchetures d'hermine d'or. |
| Blason de Esquibien | Détails | Déposé en préfecture le 24 juin 1992. |

Pas de blason connu pour la commune suivante : Edern.
- Haut – A
- B
- C
- D
- E
- F
- G
- H
- I
- J
- K
- L
- M
- N
- O
- P
- Q
- R
- S
- T
- U
- V
- W
- X
- Y
- Z

## F
| Blason de Faou (Le) | Blason  | D'azur au léopard d'or. |
| Blason de Faou (Le) | Détails | Armes de la famille du Faou (XIe siècle) Déposé en préfecture le 21 octobre 1977. Présent sur le site officiel de la commune |

| Blason de Feuillée (La) | Blason  | De sinople au chef emmanché de deux pièces d'or, chargé de deux mouchetures d'hermine du champ, au chêne englanté et arraché aussi d'or brochant sur le tout. |
| Blason de Feuillée (La) | Détails | Approuvé par décision municipale du 6 février 1999. |

| Blason de Folgoët (Le) | Blason  | D'azur à un lys au naturel accompagné de trois quintefeuilles d'or, au chef d'argent chargé de cinq mouchetures d'hermine de sable. |
| Blason de Folgoët (Le) | Détails | Présenté sur le site officiel de la commune                                                                                         |

| Blason de Forest-Landerneau (La) | Blason  | Écartelé, au premier de gueules aux neuf macles d'argent ordonnées 3,3 et 3, au deuxième d'or à l'arbre arraché de sable et feuillé de sinople, au troisième d'or au vaisseau de sable habillé d'argent, au quatrième de gueules aux neuf mouchetures d'hermine d'argent ordonnées 4, 3 et 2. |
| Blason de Forest-Landerneau (La) | Détails | Le chêne symbolise la forêt d'où la commune tire son nom. Les mâcles rappellent la famille de Rohan. Les hermines rappellent la Bretagne. Le navire symbolise le domaine maritime de la commune. Présenté sur le site officiel de la commune                                                  |

| Blason de Forêt-Fouesnant (La) | Blason  | D'azur, à l'arbre arraché d'or, au feuillage constitué d'un vol de mouettes d'argent, accompagné à dextre d'une croix pattée d'or et à senestre d'une ancre du même, au chef d'argent chargé de cinq mouchetures d'hermine de sable. |
| Blason de Forêt-Fouesnant (La) | Détails | L'arbre est le symbole de la forêt, la croix pattée, rappelle l'ancien prieuré de Locamand, le bleu évoque la mer, l'ancre symbolise la marine, la pêche et la plaisance, et les hermines sont l'emblème de la Bretagne, leur nombre rappelle le nombre de départements bretons. Le feuillage de l'arbre est formé d'un vol d'oiseaux de mer. Officialisé par décision du conseil municipal du 11 juin 1991, déposé en préfecture le 24 juin 1991,. |

| Blason de Fouesnant | Blason  | De sable à l'aigle bicéphale d'argent becquée et membrée de gueules.                |
| Blason de Fouesnant | Détails | Blason de la famille de Fouesnant. Blason traditionnel de Fouesnant datant de 1426. |

- Haut – A
- B
- C
- D
- E
- F
- G
- H
- I
- J
- K
- L
- M
- N
- O
- P
- Q
- R
- S
- T
- U
- V
- W
- X
- Y
- Z

## G
| Blason de Gouesnac'h | Blason  | D’argent à la bordure abaissée d’azur ; au rencontre de bélier d’or brochant sur le tout accompagné de trois mouchetures d'hermine. |
| Blason de Gouesnac'h | Détails | Le bleu symbolise l'Odet qui borde la commune de Gouesnac'h. La tête de bélier rappelle les combats qui chaque année opposent à Saint Cadou l'élite de la lutte bretonne; le vainqueur y remporte le maout. Approuvé par le conseil municipal le 24 septembre 1987. |

| Blason de Gouesnou | Blason  | De gueules à la fasce d'or accompagnée de six besants du même, rangés 3 et 3. Devise / Cri« Unan e skoulm ar garantez » (Unis dans le nœud de l'amitié). |
| Blason de Gouesnou | Détails | Armes de la famille Saint-Gouesnou ou Goeznou. Utilisé sur le site officiel de la commune.                                                               |

| Blason de Gourlizon | Blason  | Coupé : au premier d'azur au calice d'or accosté de deux mouchetures d'hermine du même, au second d'or à la levrette de sable.                          |
| Blason de Gourlizon | Détails | Officialisé par arrêté municipal le 2 décembre 1991, déposé en préfecture le 10 octobre 1992. Le blason est utilisé sur le site officiel de la commune. |

| Blason de Guengat | Blason  | D'azur aux trois mains dextres appaumées d'argent.                                             |
| Blason de Guengat | Détails | Il s'agit des armes de la famille De Guengat. Le statut officiel du blason reste à déterminer. |

| Blason de Guerlesquin | Blason  | D'or à la fasce de gueules.                                                          |
| Blason de Guerlesquin | Détails | Le blason est celui de la famille Charuel. Présent sur le site internet de la mairie |

| Blason de Guiclan | Blason  | Coupé voûté : au premier d'or à trois mouchetures d'hermine de sable rangées en fasce, au second de sable à un fermail d'or.      |
| Blason de Guiclan | Détails | Approuvé par décision municipale du 26 juin 1976, déposé en préfecture le 11 août 1976. Présent sur le site internet de la mairie |

| Blason de Guiler-sur-Goyen | Blason  | D'azur au poisson d'argent soutenu de deux burelles ondées alésées du même; au chef d'argent chargé de trois mouchetures d'hermine de sable. |
| Blason de Guiler-sur-Goyen | Détails | Le statut officiel du blason reste à déterminer.                                                                                             |

| Blason de Guilers | Blason  | D'azur à la croix d'or chargée en coeur d'un lion morné de sable, cantonnée en chef de deux aigles et en pointe de six annelets, ordonnés 2 et 1 dans chaque canton, le tout d'argent. Ornements extérieursL'écu est timbré d'une couronne ducale, soutenu de deux lévriers de sable au collier d'argent, posé sur un listel d'or chargé de la devise en lettres de sable Devise / Cri« Persévérance et hardiesse ». |
| Blason de Guilers | Détails | Approuvé par le conseil municipal le 22 octobre 1987. |

| Blason de Guilvinec | Blason  | Tranché: au premier d'or au crabe de gueules senestré d'une crevette du même posée en pal, au deuxième de gueules au bateau de pêcheur d'or; à la bande fascé ondé à plomb d'argent et d'azur brochant sur la partition. Devise / Cri« dalc'h mad » (tiens bon). |
| Blason de Guilvinec | Détails | Le statut officiel du blason reste à déterminer. |
| Blason de Guilvinec | Alias   | Tranché : au premier d'or au crabe de gueules senestré d'une crevette du même, au second de gueules au bateau de pêcheur d'or ; à la bande ondée d'argent et d'azur brochant sur la partition.                                                                   |

| Blason de Guimaëc | Blason  | Parti, au premier d'argent à l'épée de gueules, au second de gueules à la nef d'argent voguante. |
| Blason de Guimaëc | Détails | La symbolique du blason repose sur les deux personnages les plus marquants de l'histoire de la commune, Rannou Trelever(l'épée et les couleurs) et Jean Coëtanlem (la nef). Approuvé par conseil municipal le 13 mai 1987. |

| Blason de Guimiliau | Blason  | D'azur à une épée basse d'argent accostée de deux mouchetures d'hermine du même et surmontée d'une couronne comtale au naturel ; à la bordure crénelée d'or. Devise / CriBeza e peoc'h (Être en paix) |
| Blason de Guimiliau | Détails | La couronne et l'épée sont pour saint Miliau, comte, guerrier et patron de la paroisse locale, les mouchetures d'hermines sont pour la Bretagne, la bordure est pour l'enclos paroissiale, dont la construction fut possible grâce à la culture du lin, qui est rappelée par le champ d'azur, couleur de la fleur de lin. Création Jean-François Binon, adoptée en 2021. |

| Blason de Guipavas | Blason  | D'azur à une roue dentée d'or aux huit rais en forme de fusée, flanquée de deux demi-vols d'argent, le tout soutenu par trois trangles ondées de même mouvant de la pointe. Ornements extérieursL'écu est timbré d'une couronne murale frappée de deux hermines de Bretagne, soutenu de palmes stylisées qui évoquent l'agriculture, et décoré dessous par la Croix de Guerre avec étoile de Vermeil, décernée le 11 novembre 1948 à la ville pour ses actes patriotiques à la Libération aux côtés des troupes américaines ainsi que pour la résistance dont elle fit preuve durant l'Occupation. |
| Blason de Guipavas | Détails | La roue symbolise deux caractéristiques essentielles de Guipavas : la route (Route Nationale 12) et l'essor industriel. Les rais en forme de fusée évoquent la Pyrotechnie de Saint-Nicolas. Les ailes rappellent l'importance de l'aéroport. Enfin, les lignes ondées représentent d'une part le passé car la Chapelle Notre Dame du Rheun fut édifiée sur un rocher d'où jaillissait une fontaine, d'autre part la situation géographique : la position de Guipavas en bordure de l'Elorn, ainsi que le relief vallonné de la commune. Décrit sur le site internet officiel de la commune        |

| Blason de Guipronvel | Blason  | Parti : au 1er d’argent à la roue à aubes de sable brochant sur une champagne ondée d’azur chargée de deux burelles ondées d’argent et accompagnée en chef de trois épis de blé d’or mal ordonnés, au 2e de sinople au clocheton du lieu d’argent, ombré de sable et mouvant des flancs et de la pointe. |
| Blason de Guipronvel | Détails | * Il y a là non-respect de la règle de contrariété des couleurs : ces armes sont fautives (or sur argent). La commune présente un blason sur son site internet officiel. |

| Blason de Guissény | Blason  | Écartelé, au premier d'argent au rencontre de cerf de gueules, qui est Lavengat ; au deuxième, d'azur à une croix pattée et chevronnée accompagnée de trois coquilles d'argent, qui est Kersulac ; au troisième, de sable à un chevron d'argent accompagné de trois trèfles de même, qui est Kériber ; au quatrième, de gueules à une tête de cheval d'argent, qui est Penmarc'h. Ornements extérieursL'écu est timbré d'une couronne murale d'or, soutenu par les crosses de Saint-Sezny et aux deux croix celtiques d'or et a la pointe sa devise soutenue par l'ancre de marine. Devise / Cri« Kendalh atao Gwiseni ». |
| Blason de Guissény | Détails | Présent sur le site internet officiel de la commune. |

Pas de blason connu pour les communes suivantes : Garlan, Gouézec, Goulien, Goulven, Guilligomarc'h.
- Haut – A
- B
- C
- D
- E
- F
- G
- H
- I
- J
- K
- L
- M
- N
- O
- P
- Q
- R
- S
- T
- U
- V
- W
- X
- Y
- Z

## H
| Blason de Henvic | Blason  | D'argent au lion morné de sable, accompagné de trois molettes du même. |
| Blason de Henvic | Détails | Déposé en préfecture le 3 avril 1978.                                  |

| Blason de Hôpital-Camfrout | Blason  | D'argent à la barque de pêcheur de sable, habillée de gueules, au chef aussi de sable chargé d'une croisette pattée de gueules, accostée de deux coquilles d'or. Ornements extérieursL'écu est soutenue d'un listel de sable portant sa devise d'argent. Devise / Cri« Araok Atao ». |
| Blason de Hôpital-Camfrout | Détails | * Il y a là non-respect de la règle de contrariété des couleurs : ces armes sont fautives (gueules sur sable). Le blason est présent sur le site officiel de la commune. |

| Blason de Huelgoat | Blason  | De gueules au cerf passant d'or, au chef ondé de sinople soutenu aussi d'or, chargé d'une moucheture d'hermine accostée de deux carpes affrontées posées en fasce, le tout aussi d'or. |
| Blason de Huelgoat | Détails | Déposé en préfecture le 24 août 1977. Blason présenté sur le site de l'office de tourisme de la commune.                                                                               |

Pas de blason connu pour la commune suivante : Hanvec.
- Haut – A
- B
- C
- D
- E
- F
- G
- H
- I
- J
- K
- L
- M
- N
- O
- P
- Q
- R
- S
- T
- U
- V
- W
- X
- Y
- Z

## I
| Blason de Île-de-Batz | Blason  | D'or au lion morné de sable enfermé dans douze mouchetures d'hermine du même accolées et ordonnées en anneau, les queues vers l'abîme. |
| Blason de Île-de-Batz | Détails | Le statut officiel du blason reste à déterminer.                                                                                       |

| Blason de Île-de-Sein | Blason  | D'azur à un besant d'argent chargé d'une moucheture d'hermine de sable, accompagné de trois homards d'or appointés en pairle. |
| Blason de Île-de-Sein | Détails | Le blason est présent en première page du site de la mairie                                                                   |

| Blason de Île-Molène | Blason  | D'azur à deux crosses adossées passées en sautoir et brochant sur une ancre marine, toutes de gueules accompagnées de trois quintefeuilles d'argent. Ornements extérieursSurmonté d'un phare d'argent rayonnant de même, couronné de quatre navires de face de gueules, soutenu à dextre et senestre de 2 fleurs molène d'argent, se croisant et liées en pied, sur le pied brochant un ruban d'argent portant sa devise. Devise / Criservare (servir). |
| Blason de Île-Molène | Détails | * Il y a là non-respect de la règle de contrariété des couleurs : ces armes sont fautives (gueules sur azur). L'ancre symbolise le port, les crosses symbolisent sans doute Saint-Ronan (le Saint patron). Les 3 quintefeuilles représentent la fleur de Molène et la Ste Trinité. Les décors de l'Écu sont 2 molènes (fleur) entourant l'écu. Ces fleurs médicinales peuvent atteindre 2 mètres de hauteur, avec un long épi terminé par des pétales dorés. La Couronne est un dérivé de la couronne des villes (généralement composée d'une enceinte surmontée de tours représentant ainsi une place forte ou un château fort) mais ici, les tours ont été remplacées par un phare entouré de 4 caravelles, pour rappeler que Molène est une île et non une ville. (cette couronne est une invention et n'a aucune valeur héraldique classique). Le blason est présent sur le site officiel de la mairie. |
| Blason de Île-Molène | Alias   | Aves ses ornements. |

| Blason de Île-Tudy | Blason  | D’argent au poisson contourné de gueules.        |
| Blason de Île-Tudy | Détails | Le statut officiel du blason reste à déterminer. |

| Blason de Irvillac | Blason  | Écartelé: au 1er d'azur à deux clés d'or passées en sautoir, au 2e d'argent à la moucheture d'hermine de sable, au 3e d'argent à la fleur de lin d'azur boutonnée d'or, au 4e de sinople à la tête de bélier d'argent accornée d'or. |
| Blason de Irvillac | Détails | Adopté par le conseil municipal le 5 septembre 2011. |

- Haut – A
- B
- C
- D
- E
- F
- G
- H
- I
- J
- K
- L
- M
- N
- O
- P
- Q
- R
- S
- T
- U
- V
- W
- X
- Y
- Z

## J
| Blason de Juch (Le) | Blason  | D'azur au lion d'argent, armé et lampassé de gueules.                                                                                     |
| Blason de Juch (Le) | Détails | Il s'agit du blason de la famille des barons du Juch dont le sceau date d'au moins 1365. Le statut officiel du blason reste à déterminer. |

- Haut – A
- B
- C
- D
- E
- F
- G
- H
- I
- J
- K
- L
- M
- N
- O
- P
- Q
- R
- S
- T
- U
- V
- W
- X
- Y
- Z

## K
| Blason de Kerlaz | Blason  | Tiercé en pairle, au premier d'argent aux trois mouchetures d'hermine de sable, au deuxième d'azur plain, au troisième de gueules plain; au château d'or sommé de trois tourelles du même, ouvert et ajouré de sable, brochant sur la partition. |
| Blason de Kerlaz | Détails | Le statut officiel du blason reste à déterminer. |

| Blason de Kerlouan | Blason  | Écartelé, au premier d'or au lion morné de sable, au deuxième de sinople à un ormeau d'argent, au troisième de sinople à une endive d'argent, au quatrième d'argent à deux chevrons d'azur; une croix mince de gueules brochant sur l'écartelé. Ornements extérieursL'écu est timbré d'une arcade d'or comportant un navire d'argent à une croix pattée rouge de St Brandan patron de la paroisse, arrivant en terre d'Armorique; encadré par deux flots de laminaires (algues marines); soutenu par un listel de gueules portant sa devise. Devise / Cri« Kerlouan Kerz Araok Bepred » (Kerlouan toujours en avant) |
| Blason de Kerlouan | Détails | Le premier quartier rappelle que la commune fait partie du Léon. L'ormeau et l'endive font partie des productions locales. Le quatrième quartier est formé des armoiries de la famille de Kerlouan. Approuvé en conseil municipal le 21 janvier 1976. |

| Blason de Kernilis | Blason  | D'or au lion d'azur, au chef d'argent chargé de trois mouchetures d'hermine de sable. |
| Blason de Kernilis | Détails | Déposé en préfecture le 28 août 1981.                                                 |

| Blason de Kernouës | Blason  | D'argent aux deux fasces de sable accompagnées en abîme d'une moucheture d'hermine du même, accostée de deux quintefeuilles aussi de sable. |
| Blason de Kernouës | Détails | Le statut officiel du blason reste à déterminer.                                                                                            |

Pas de blason connu pour la commune suivante : Kergloff, Kersaint-Plabennec.

## L
| Blason de Lampaul-Guimiliau | Blason  | De sinople à la came d'un moulin à tan d'or posée en barre et accompagnée de six besants du même, ordonnés 1 et 2 dans l'angle dextre en chef et 2 et 1 dans l'angle senestre en pointe, au chef d'argent chargé d'un dragon de sable. Devise / CriTevel hag hober (Agir et ne point se perdre en paroles) |
| Blason de Lampaul-Guimiliau | Détails | La came est une pièce actionnant les pilons des anciens moulins à tan broyant l'écorce de chêne utilisée en tanneries. Le dragon rappelle la légende de Saint-Paul, fondateur de la paroisse au VIe siècle. Déposé en préfecture le 29 octobre 1986.                                                       |

| Blason de Lampaul-Ploudalmézeau | Blason  | Tiercé en fasce: au 1) d'azur à deux fleurs de panicaut maritime [chardon bleu, Eryngium maritinum] au naturel, au 2) d'argent à trois mouchetures d'hermine de sable, au 3) de sinople à un dragon d'or. |
| Blason de Lampaul-Ploudalmézeau | Détails | Créé par JF Binon. Sur site Commune 2018. |

| Blason de Lanarvily | Blason  | Parti : au 1er d'or au lion morné de sable, au 2e de sinople à la gerbe de blé d'or ; à la pointe écimée d'argent brochante ; à la croix de calvaire du lieu, perronnée de quatre pièces, au naturel et brochant sur le tout ; au comble d'argent chargé de cinq mouchetures d'hermine de sable. |
| Blason de Lanarvily | Détails | Le statut officiel du blason reste à déterminer. |

| Blason de Landéda | Blason  | D’azur à la barque de face équipé d’argent, la voile chargée d’une croix celtique de sable, accompagnée de deux coquilles Saint-Jacques d’or. Coupé du même à 2 pals d’azur déportés en flancs dextre et senestre. Ornements extérieursTimbré d’une couronne d’or fleuronnée de 3 gerbes de blé aussi d’or alternées avec 2 plants de goémon de sable. Le tout est posé sur un lixel parcheminé aux retroussis de gueules, chargé de sa devise bretonne en lettre onciale de sable et en abîme du nom de la ville "LANDEDA" en lettre majuscule onciale aussi de sable. Devise / Cri"DOUAR AOUR, MOR EN E DRO"      |
| Blason de Landéda | Détails | La couronne représente le symbole de l'économie - le blé : c'est le passé, la richesse due à sa culture - le goémon : récolte séculaire, actuellement toujours une activité importante. La nef représente l'histoire, symbole de l'arrivée des bretons venant de Grande-Bretagne et des Saints évangélisateurs (Téda pour Landéda) d'où la croix. La nef symbolise aussi l'activité maritime (pêche, plaisance). La coquille st jacques représente l'acquaculture (huîtres, palourdes...), symbole aussi d'une ancienne famille. Décision municipale du 27 juin 1985, enregistré en préfecture le 27 novembre 1985. |

| Blason de Landerneau | Blason  | D'azur au trois-mâts-carré d'or équipé de même, ayant au pavillon du mât d'artimon les armes de Rohan, qui sont de gueules à neuf macles d'or, posées 3, 3, et 3 ; au pavillon du grand mât les armes de Bretagne, qui sont d'hermine ; et au pavillon du mât de misaine, les armes de Léon, qui sont d'or au lion morné de sable. |
| Blason de Landerneau | Détails | Brevet d'Hozier (1696) |

| Blason de Landévennec | Blason  | D'hermine au gousset d'azur, chargé en chef d'un navire équipé et habillé d'or et en pal d'une crosse du même. Devise / CriDa vro atav (Da vro atao) (Ton pays toujours) |
| Blason de Landévennec | Détails | Approuvé en conseil municipal du 1er décembre 1986 |

| Blason de Landivisiau | Blason  | De gueules à l'écusson d'or chargé d'un lion morné de sable, accompagné de huit macles aussi d'or ordonnées en orle 3, 2 et 3. |
| Blason de Landivisiau | Détails | Les armoiries se basent sur un sceau de 1482 où apparaissaient les armoiries des familles de Léon et de Rohan. Le lion représente la famille des Léon, les macles d’or la famille des Rohan. Approuvé en conseil municipal le 22 mai 1981. |

| Blason de Landrévarzec | Blason  | D'argent aux trois fasces de gueules accompagnées, en chef, d'une volute de crosse de sable issant de la première fasce, accostée de quatre mouchetures d'hermine du même, à la bordure d'azur chargée de neuf quintefeuilles du champ. |
| Blason de Landrévarzec | Détails | Le blason est entouré d'une bande bleu azur, couleur du Pays Glazik, décorée de quintefeuilles d'argent. Les quatre hermines de sable symbolisent notre région, la Bretagne. La crosse de sable qui se trouve entre ces hermines rappelle le lien étroit entre l'abbaye de Landévennec et la paroisse de Landrévarzec pendant des siècles à travers le personnage de Saint-Guénolé. En dessous, les bandes rouges et blanches sont les couleurs de la famille Kerguélen qui a vécu un temps à Landrévarzec. Armoiries inscrites à l'armorial officiel du Finistère,. |

| Blason de Langolen | Blason  | D'argent au sanglier courant de sable, allumé et défendu d'argent, accompagné en chef d'un croissant de gueules accosté de deux mouchetures d'hermine de sable, à la filière engrêlée de sinople. |
| Blason de Langolen | Détails | Le sanglier et le croissant sont des emblèmes de différents seigneurs de Trohanet. Approuvé en conseil municipal du 10 juillet 1977, présenté sur le site officiel de la commune                  |

| Blason de Lanhouarneau | Blason  | Coupé, au premier de sable à la croix d'or chargée en cœur d'une moucheture d'hermine de sable et cantonnée de quatre besants d'or, au second d'or au loup passant de sable allumé aussi d'or. |
| Blason de Lanhouarneau | Détails | Approuvé en conseil municipal en 1992 |

| Blason de Lanmeur | Blason  | D'argent à la divise de gueules, accompagnée de trois mouchetures d'hermine de sable.                                                                       |
| Blason de Lanmeur | Détails | La barre horizontale du tribunal royal rappelle que Lanmeur fut, jusqu'en avril 1755, le siège d'une sénéchaussée. Blason de la paroisse, antérieur à 1351. |

| Blason à dessiner | Blason  | Parti: au 1er bandé d'argent et d'azur, au 2e d'orangé à l'ermite en aumusse chevauchant un cerf à la ramure brisée, le tout d’argent, sur un socle du même; le tout sommé d'un comble d'argent chargé de quatre mouchetures d'hermine de sable. Devise / Cri« bevañ mad » (vivre bien). |
| Blason à dessiner | Détails | Adopté le 7 mai 2010. |

| Blason de Lanneuffret | Blason  | De sinople aux deux haches d'armes adossées d'or, au chef d'argent chargé de trois mouchetures d'hermine de sable. |
| Blason de Lanneuffret | Détails | Adopté en conseil municipal le 12 octobre 2004.                                                                    |

| Blason de Lannilis | Blason  | D'azur à trois macles d'or.                                            |
| Blason de Lannilis | Détails | Repris modernisé en version "logo" sur le site officiel de la commune. |

| Blason de Lanrivoaré | Blason  | De sinople à l'étai abaissé d'or sommé d'une croisette du même, accompagné de sept besants aussi d'or ordonnés en orle et chargés chacun d'une moucheture d'hermine de sable. Devise / Crieeun ha kaloneg (droit et généreux) |
| Blason de Lanrivoaré | Détails | Adopté en conseil municipal du 3 juillet 1997, déposé en préfecture le 12 septembre 1997. |

| Blason de Lanvéoc | Blason  | Echiqueté d'argent et de gueules de quatre tires, aux quatre mouchetures d'hermine de sable posées à plomb et rangées en bande sur quatre points d'argent de l'échiqueté, à la champagne d'azur chargée d'une ancre d'or sans trabe, brochant sur un vol stylisé d'argent. Devise / Criene hag enor (l'âme et l'honneur) |
| Blason de Lanvéoc | Détails | L'échiqueté est hérité des barons de Poulmic (XIIe siècle), anciens propriétaires des terres de Lanvéoc. L'ancre et les ailes symbolisent la base aéronavale de "Lanvéoc-Poulmic" de la marine nationale, où se trouve également l'École navale. Déposé en préfecture le 29 octobre 1986.                                |

| Blason de Laz | Blason  | Écartelé, au premier d'argent à l'étoile de quatre rais de gueules cantonnée de quatre tourteaux du même, au deuxième de sinople à la croisette pattée surmontée d'un annelet, senestrée d'un bâton de pèlerin, le tout d'or, au troisième de sinople aux trois gerbes de blé d'or, au quatrième d'argent au cor de gueules posé en pal. |
| Blason de Laz | Détails | Approuvé en conseil municipal du 25 octobre 1988. |

| Blason de Lesneven | Blason  | D'or au lion morné de sable tenant entre ses deux pattes de devant un guidon d'azur chargé d'une fleur de lys d'or, la hampe de gueules. |
| Blason de Lesneven | Détails | Le lion morné de sable est le lion du Léon. Aurait été donné d'office dans l'armorial d'Hozier en 1696.                                  |

| Blason de Leuhan | Blason  | D’argent chargé à dextre : en chef d’un casque de fantassin parti de sable et de gueules, sur lequel broche en flanc un écu parti de sable et de gueules chargé d’une croix latine alésée et brochante d'argent, sur lequel broche en pointe un masque stylisé de loup parti de sable et de gueules, à senestre de deux têtes de loup rangées en pal de gueules en chef et de sable en pointe brochant sur la précédente : au chef de gueules chargé de l’inscription « LEUHAN » en lettres capitales de sable. |
| Blason de Leuhan | Détails | Armes parlantes. leu=loup Le statut officiel du blason reste à déterminer. |

| Blason de Loc-Brévalaire | Blason  | Parti, au premier d'or au lion morné contourné de sable tenant une crosse de gueules brochant sur la partition, au second d'argent aux deux fasces de gueules, au serpent d'azur en pal brochant ; au chef d'argent chargé de cinq mouchetures d'hermine de sable. |
| Blason de Loc-Brévalaire | Détails | Le statut officiel du blason reste à déterminer. |

| Blason de Loc-Eguiner | Blason  | Parti : au 1er de sinople à la burelle ondée d'argent surmontée d'une roue de moulin d'or ; au 2d d'or à une hure de sanglier de sable allumée d'argent, défendue et arrachée de gueules ; à une gerbe de sept épis de blé mouvant de la pointe brochant de l'un en l'autre sur la partition ; le tout sommé d'un chef d'argent chargé de onze mouchetures d'hermine de sable, ordonnées 6 et 5. |
| Blason de Loc-Eguiner | Détails | Adopté en décembre 2020. |

| Blason de Locmaria-Plouzané | Blason  | De sinople aux trois épis de blé d’or en forme de fleur de lys, à la champagne ondée d’argent. |
| Blason de Locmaria-Plouzané | Détails | Présenté sur le site officiel de la commune                                                    |

| Blason de Locmélar | Blason  | Parti, au premier de gueules au pied de profil d'or, au second d'or à la main dextre appaumée de gueules; le tout sommé d'un chef d'hermine chargé d'une truite d'azur. |
| Blason de Locmélar | Détails | Approuvé en conseil municipal en 1985, déposé en préfecture le 27 novembre 1985. Le blason est présenté sur le site officiel de la mairie                               |

| Blason de Locquirec | Blason  | D'azur au chevron accompagné en chef de deux roues de moulin et en pointe d'une nef, le tout d'argent. |
| Blason de Locquirec | Détails | Le statut officiel du blason reste à déterminer.                                                       |

| Blason de Locronan | Blason  | De gueules à la force de tondeur ouverte en chevron d’argent accostée de deux navettes d’or. |
| Blason de Locronan | Détails | Les bobines et le compas rappellent que Locronan était une riche cité bâtie sur le filage et le tissage des voiles pour la marine. Il existe une variante avec en chef d'argent cinq mouchetures d'hermine de sable. Le statut officiel du blason reste à déterminer. |

| Blason de Loctudy | Blason  | D'or à la balise échiquetée de sable et d'argent sur une mer d'azur ondée d'argent au poisson de même en pointe ; au chef d'argent chargé d'une ancre d'azur accosté de quatre mouchetures d'hermine de sable . |
| Blason de Loctudy | Détails | Le statut officiel du blason reste à déterminer. |

| Blason de Loperhet | Blason  | Coupé engrêlé : au premier d'argent aux trois mouchetures d'hermine de sable rangé en chef soutenues de deux trèfles de sinople, au second d'azur au voilier d'or. Devise / Cri« sell pell » (regarde loin). |
| Blason de Loperhet | Détails | Le statut officiel du blason reste à déterminer. |

Pas de blason connu pour les communes suivantes : Lampaul-Plouarzel - Landeleau - Landudal - Landudec - Landunvez - Lanildut - Lannéanou - Lennon - Loc-Eguiner-Saint-Thégonnec - Locmaria-Berrien - Locquénolé - Locunolé - Logonna-Daoulas - Lopérec - Loqueffret - Lothey.
- Haut – A
- B
- C
- D
- E
- F
- G
- H
- I
- J
- K
- L
- M
- N
- O
- P
- Q
- R
- S
- T
- U
- V
- W
- X
- Y
- Z

## M
| Blason de Martyre (La) | Blason  | D'or au lion morné de sable, à l'écusson de gueules aux neuf macles aussi d'or ordonnées 3, 3 et 3 brochant sur le tout. |
| Blason de Martyre (La) | Détails | présent sur le site officiel de la commune                                                                               |

| Blason de Mellac | Blason  | D'argent aux deux haches adossées de sable, soutenues en pointe d'un croissant de gueules, à la bordure du même chargée d'une chaîne d'or, au chef d'argent chargé d'un coq passant aussi de gueules, crêté, membré et becqué d'or, accosté de deux mouchetures d'hermine aussi de sable. |
| Blason de Mellac | Détails | Déposé en préfecture le 5 juillet 1979. |

| Blason de Milizac | Blason  | Parti, au premier d'or aux trois fasces ondées d'azur surmontées de deux coquilles de sable, au second d'argent au lion de sable lampassé et couronné d'or. Ornements extérieursEncadré de deux sarments de saule et surmonté d'un écusson portant sa devise Bretonne. Devise / Cri"War Zao Atao" (Toujours debout). |
| Blason de Milizac | Détails | Elles sont composées des armoiries accolées des familles nobles de Kéranflec'h (1448) et du Manoir du Curru (Roué Pharamus et de Kernezne : 1238... 1689). Approuvée par la mairie (22/01/1974) - Enregistrée en préfecture (28/10/1977)                                                                             |

| Blason de Moëlan-sur-Mer | Blason  | Tiercé en pairle renversé, au premier de gueules aux trois molettes d'éperon d'argent ordonnées en chevron tourné, au second d'argent aux trois mouchetures d'hermine de sable ordonnées en chevron contourné, au troisième d'or aux trois sardines d'azur mal ordonnées ; à la crosse d'or mouvant de l'abîme et brochant en pal sur la partition. Devise / Crideus an douar ha deus ar mor.                                                  |
| Blason de Moëlan-sur-Mer | Détails | Les molettes d’argent sont les armes de la seigneurie de Kermoguer. Les hermines rappellent les possessions des Ducs de Bretagne à Moëlan. Les trois poissons : les ports de Merrien, Brigneau et du Belon. La crosse, le rattachement de la paroisse aux Abbayes de Saint-Maurice, Quimperlé et de Landevennec. Le liseré or symbolise les plages. Approuvé en conseil municipal le 19 juin 1982. Présenté sur le site officiel de la commune |

| Blason de Morlaix | Blason  | De gueules au navire d’or, aux voiles éployées d’hermines, flottant sur une mer d’azur. Devise / Cris'ils te mordent, mords les. |
| Blason de Morlaix | Détails | Présente sur l'armorial d'Hozier en 1696. Présenté sur le site officiel de la commune                                            |

| Blason de Motreff | Blason  | De sable à la fasce vivrée de deux pièces vairée d'or et de gueules, accompagnée en chef d'un lion léopardé d'or accosté de deux mouchetures d'hermine du même. |
| Blason de Motreff | Détails | Le vairé est repris du sceau de 1312 des seigneurs de Kergorlay, le lion léopardé du Pays de Poher. Le statut officiel du blason reste à déterminer.            |

Pas de blason connu pour les communes suivantes : Mahalon - Melgven - Mespaul et Milizac-Guipronvel
- Haut – A
- B
- C
- D
- E
- F
- G
- H
- I
- J
- K
- L
- M
- N
- O
- P
- Q
- R
- S
- T
- U
- V
- W
- X
- Y
- Z

## N
Pas de blason connu pour la commune suivante : Névez.

## O
| Blason de Ouessant | Blason  | Écartelé, au premier et au quatrième d'or à la fasce de sable, au deuxième et au troisième de gueules plain. Devise / CriSoutenu de la devise « mar kouez, en em sav » (s'il tombe, il se relève). |
| Blason de Ouessant | Détails | Il s'agit des armes de la famille Heusaff, seigneurs de l'île au XIVe siècle. Enregistré le 18 avril 1978 à la préfecture du Finistère.                                                            |

- Haut – A
- B
- C
- D
- E
- F
- G
- H
- I
- J
- K
- L
- M
- N
- O
- P
- Q
- R
- S
- T
- U
- V
- W
- X
- Y
- Z

## P
| Blason de Pencran | Blason  | D’or à un lion de sable surmonté d’une moucheture d’hermine et accompagné de trois annelets d’azur. |
| Blason de Pencran | Détails | Les trois annelets bleus sur fond jaune sont la reprise en partie du blason des seigneurs Huon de Kermadec qui ont construit le manoir de la commune au XVe siècle. Le lion de sable représente le Léon, armoiries parlantes, dont fait partie Pencran. La moucheture d'hermine rappelle la Bretagne. Le statut officiel du blason reste à déterminer. |

| Blason de Penmarch | Blason  | Écartelé : au premier d'azur à la nef d'or à la grande voile carguée, au deuxième d'hermine plain, au troisième d'argent à la croix de sable cantonnée de douze mouchetures d'hermine du même ordonnées 1 et 2 dans chaque canton, au quatrième d'or à la tête de cheval arrachée de gueules. Devise / Criwar raog (En avant!)                              |
| Blason de Penmarch | Détails | Le premier quartier représente le port de Saint-Guénolé, le deuxième le blason de la Bretagne, le troisième le pavillon de la marine bretonne, et le quatrième des armes parlantes, "pen marc'h" signifiant "tête de cheval" en breton. L'or et le rouge sont les couleurs emblématiques du pays bigouden. Le statut officiel du blason reste à déterminer. |

| Blason de Peumerit | Blason  | D'or aux dix tourteaux ordonnés 4, 3, 2 et 1, les quatre du chef et celui de la pointe de sinople, les cinq autres de gueules ; à la bordure-chef engrêlée du même de onze pièces, chargée de trois mouchetures d'hermine d'or rangées en chef. |
| Blason de Peumerit | Détails | Le statut officiel du blason reste à déterminer. |

| Blason de Plabennec | Blason  | Écartelé aux premier et quatrième d'azur à la tour sommée de trois tourelles d'argent, portée sur une demi-roue du même, au deuxième et au troisième d'or au lion d'azur ; le tout sommé d'un chef d'argent chargé de cinq mouchetures d'hermine de sable. Devise / Crivar araog atao (en avant toujours). |
| Blason de Plabennec | Détails | Le statut officiel du blason reste à déterminer. |

| Blason de Pleuven | Blason  | Losangé de sable et d'argent, mantelé du même chargé de deux mouchetures d'hermine aussi de sable, à la bordure de sinople chargée de dix besants d'or. |
| Blason de Pleuven | Détails | Le statut officiel du blason reste à déterminer. |

| Blason de Pleyben | Blason  | Parti: au 1er de sable au rencontre de vache d'or, au 2e d'azur à l'épi de blé d'or posé en pal ; à la barre d'argent brochante, chargée de trois mouchetures d'hermine de sable. Devise / CriPleiben war raok atao |
| Blason de Pleyben | Détails | Les armoiries rappellent la spécialisation de la commune dans une agriculture reposant sur la polyculture autour des céréales et de l'élevage des bovins. Présenté sur le site officiel de la commune.              |

| Blason de Plogastel-Saint-Germain | Blason  | Parti d'or et de gueules, au château donjonné de trois tours, accompagné en chef de trois mouchetures d'hermine mal ordonnées, le tout de l'un en l'autre. |
| Blason de Plogastel-Saint-Germain | Détails | Le statut officiel du blason reste à déterminer. |

| Blason de Plogoff | Blason  | D'azur au soleil d'or mouvant de la pointe, au phare d'hermine aux deux éclats aussi d'or, terrassé de sinople, mouvant de la pointe et brochant en pal. Devise / Criskelerijenn penn ar bed (lumière du bout du monde - ou - du Finistère) |
| Blason de Plogoff | Détails | Le statut officiel du blason reste à déterminer. |

| Blason de Plogonnec | Blason  | D'azur à la fasce d'or chargée d'un léopard morné de gueules, accompagnée en chef de trois couronnes et en pointe de trois mouchetures d'hermine, le tout d'or et rangé en fasce. |
| Blason de Plogonnec | Détails | Le bleu du blason symbolise d'une part le pays Glazik, auquel appartient Plogonnec, et d'autre part le ruisseau qui sépare Plogonnec de Kerlaz et que le Baron du Névet (léopard rouge sur fond jaune)traversa pour se rendre indépendant de l'Évêché de Cornouaille. Les couronnes d'or rappellent rappellent Notre-Dame-de-Tréguron (trois couronnes), vénérée dans la chapelle du Seznec, au pardon de laquelle on pouvait voir autrefois en grand nombre des lutteurs, des joueurs de soule, des athlètes, des bateleurs, des comédiens. Les trois hermines d'or représentent les trois agglomérations actuelles de la commune de Plogonnec : le Bourg, le Croëzou, et Saint Albin. Présenté sur le site officiel de la commune |

| Blason de Plomelin | Blason  | D'argent à un dragon de gueules, au collier d'argent chargé de mouchetures d'hermine ; à la bordure de sinople. Devise / Criwar evez (en éveil). |
| Blason de Plomelin | Détails | Adopté par la commune. |

| Blason de Plomeur | Blason  | Coupé: au 1er d'argent à deux bonnets phrygiens de gueules, au 2e parti de gueules et d'or. |
| Blason de Plomeur | Détails | Ces armoiries rappellent qu'au moment de la révolte du papier timbré ou bonnets rouges, le Code Paysan a été proclamé dans la commune le 2 juillet 1675. Fixé au Conseil Municipal du 5 mai 1978, officialisées par arrêté préfectoral du 24 mai 1978. |

| Blason de Plomodiern | Blason  | De sinople à la mitre d'argent bordée d'or, accostée de deux épis de blé du même et soutenue d'un poisson aussi d'argent, à la champagne ondée d'azur sommée d'une onde d'or ; au chef ondé d'hermine. Devise / Criadvevañ 'rin bendez (Chaque jour, je revivrai.)                                                        |
| Blason de Plomodiern | Détails | La mitre d'argent fait référence à Saint Corentin, évêque de Quimper dont l'ermitage se trouve sur la commune. Le vert et le blé rappellent sa vocation agricole, le bleu sa façade maritime et la bande dorée la plage de Pentrez. Le chef représente le blason de Bretagne. Présenté sur le site officiel de la commune |

| Blason de Plonéis | Blason  | D'azur au besant d'argent chargé d'une moucheture d'hermine de sable et entouré de trois annelets concentriques en filet d'or, le tout soutenu d'une tierce engrêlée d'argent et d'une biche d'or brochant sur la tierce. |
| Blason de Plonéis | Détails | Présenté sur le site officiel de la commune |

| Blason de Plonéour-Lanvern | Blason  | Coupé : au premier d'or aux deux têtes de lion arrachées de gueules, lampassées d'azur, rangées en fasce, au second de gueules à la gerbe de blé d'or, liée d'hermine. Devise / Crineb ne hab ne ved kat (qui ne sème rien, ne récolte rien) |
| Blason de Plonéour-Lanvern | Détails | Le statut officiel du blason reste à déterminer. |

| Blason de Plonévez-du-Faou | Blason  | D'or au tourteau de gueules chargé d'un lion léopardé du champ, accompagné à dextre d'un rameau de chêne et à senestre d'un rameau de hêtre, le tout de sinople, fruité aussi d'or, leurs tiges passées en sautoir, au chef de sable chargé de sept fusées d'argent, la quatrième surchargée d'une moucheture d'hermine aussi de sable. Devise / Crikalet vel an dero eeun giz ar fao (dur comme le chêne, franc comme le hêtre) |
| Blason de Plonévez-du-Faou | Détails | Le statut officiel du blason reste à déterminer. |

| Blason de Plonévez-Porzay | Blason  | Écartelé : au premier d'azur à Sainte Anne présentant un livre ouvert à Marie, le tout d'or, au deuxième de sinople aux trois épis de blé d'or joints en pointe, au troisième de sinople à la bande d'argent chargée de trois mouchetures d'hermine de sable, au quatrième d'azur à la mer démontée d'argent en fasce ; à la croix d'argent brochant sur l'écartelé. Devise / Crikaloneg ha krenv (chaleureux et fort) |
| Blason de Plonévez-Porzay | Détails | Présenté sur le site officiel de la commune |

| Blason de Plouarzel | Blason  | Coupé ondé: au 1er parti au I d'or à la coquille d'argent et au II d'azur au soleil non figuré d'or défaillant en pointe, au 2e de sinople à deux épis de blé d'or, les tiges passées en sautoir et surmontées d'une moucheture d'hermine de sable Devise / Crivar vor ha var zouar (sur terre et sur mer) |
| Blason de Plouarzel | Détails | * Il y a là non-respect de la règle de contrariété des couleurs : ces armes sont fautives (argent sur or et sable sur sinople). Présenté sur le site officiel de la commune |

| Blason de Ploudalmézeau | Blason  | Parti : au premier d'hermine plain, au second coupé, d'azur aux cinq grelots d'argent ordonnés en sautoir, et fascé d'or et de gueules de six pièces. Devise / Crimar car doue da vat ezay (s'il plaît à Dieu tout ira bien) |
| Blason de Ploudalmézeau | Détails | Le statut officiel du blason reste à déterminer. |

| Blason de Ploudaniel | Blason  | Coupé émanché de trois pièces : au premier de sinople chargé de trois fleurs de pommes de terre d'argent, boutonnées d'or, rangées en fasce, au second d'or au rencontre de cerf de sable. Devise / CriPlouzeniel prest bepred (Ploudaniel est toujours prêt) |
| Blason de Ploudaniel | Détails | Le statut officiel du blason reste à déterminer. |

| Blason de Ploudiry | Blason  | D'or au chêne arraché de sable, englanté de gueules. Devise / CriMe dister ha derw uhel, Dalhit song eus ar gentel |
| Blason de Ploudiry | Détails | La devise de la commune peu se traduire par gland chétif mais chêne grandiose, retenez bien ma leçon ou encore le moindre gland devient chêne majestueux, d'où le thème général du blason. Présenté sur le site officiel de la commune |

| Blason de Plouénan | Blason  | Écartelé: au 1er d'argent au chevron de gueules accompagné de trois quintefeuilles du même, au 2e d'hermine à trois chevrons de gueules, au 3e d'argent à l'écusson d'azur accompagné de six annelets de gueules ordonnés en orle, au 4e vairé d'or et de gueules. Devise / Cri« poaniañ evit padout ». |
| Blason de Plouénan | Détails | Le statut officiel du blason reste à déterminer. |

| Blason de Plouescat | Blason  | Écartelé au premier et au quatrième d'azur à la fasce d'argent surmontée d'un bras au naturel portant une merlette d'argent, au deuxième et au troisième de gueules au fermail d'argent.[réf. nécessaire] |
| Blason de Plouescat | Détails | De gueules au fermail d'argent est le blason de la famille de Kersauzon, seigneur de Plouescat. Le site « Les blasons des villes et villages de France. » le blasonne avec quelques nuances. La commune semble utiliser l'alias suivant. Le statut officiel du blason reste à déterminer.                                                                             |
| Blason de Plouescat | Alias   | De gueules à deux cartouches ovales d'argent (d'or) accolés, reliés en chef et en pointe par des cordelières de sable et sommés d'une couronne de comte d'or, celui de dextre d'argent au lion de sable, celui de senestre d'argent au pin de sinople terrassé du champ soutenu par deux cerfs rampants et affrontés de sable; le tout enfermé dans une filière d'or. |

| Blason de Plouezoc'h | Blason  | De sable fretté d'or, à la bordure engrêlée de gueules. |
| Blason de Plouezoc'h | Détails | Le statut officiel du blason reste à déterminer.        |

| Blason de Plougasnou | Blason  | D'argent fretté d'azur.                          |
| Blason de Plougasnou | Détails | Le statut officiel du blason reste à déterminer. |

| Blason de Plougastel-Daoulas | Blason  | Écartelé en sautoir: aux 1er et 4e d'azur à deux coquilles au naturel, aux 2e et 3e de sinople à deux fraises au naturel ; au sautoir d'argent brochant sur la partition et chargé en coeur d'une tour d'argent maçonnée de sable elle-même surchargée d'une moucheture d'hermine du même. Devise / Criwar zouar ha war vor (sur terre et sur mer). |
| Blason de Plougastel-Daoulas | Détails | Le statut officiel du blason reste à déterminer. |

| Blason de Plougonvelin | Blason  | De sinople au cheval marin ailé d'argent, au chef ondé de même chargé de trois trèfles de sable. Devise / Criusque ad fines terrae (jusqu'aux extrémités du monde) |
| Blason de Plougonvelin | Détails | Le statut officiel du blason reste à déterminer. |

| Blason de Plougoulm | Blason  | De gueules à une colombe éployée et contournée d'argent tenant en son bec un rameau d'olivier de sinople, au chef d'argent à cinq mouchetures d'hermine de sable. Devise / Cridalc'homp mad |
| Blason de Plougoulm | Détails | Le statut officiel du blason reste à déterminer. |

| Blason de Plougourvest | Blason  | Coupé émanché tréflé, au premier de sinople, au second d'or chargé de deux croisettes de sable. |
| Blason de Plougourvest | Détails | Le statut officiel du blason reste à déterminer.                                                |

| Blason de Plouguerneau | Blason  | D'or à la fasce de gueules, à la bande de sinople chargée de trois besants d'argent, brochant sur le tout, au chef d'hermine. |
| Blason de Plouguerneau | Détails | Le statut officiel du blason reste à déterminer.                                                                              |

| Blason de Plouguin | Blason  | Fascé d’argent et d’or de quatre pièces, à deux pals d’azur brochant, au chef d’or chargé de trois mouchetures d’hermines de sable. |
| Blason de Plouguin | Détails | Le statut officiel du blason reste à déterminer.                                                                                    |

| Blason de Plouhinec | Blason  | Taillé: au 1er de gueules à la gerbe de blé d'or, au 2e de sinople au thon d'or ; à la barre d'argent chargée de cinq mouchetures d'hermine de sable posées à plomb, brochant sur la partition. Devise / Criwar zouar ha war vor (sur terre et sur mer). |
| Blason de Plouhinec | Détails | Le statut officiel du blason reste à déterminer. |

| Blason de Plouider | Blason  | Parti : au premier d'or à la moucheture d'hermine de sable en chef et au rencontre de vache du même en pointe, au second d'azur à la moucheture d'hermine d'argent en chef et au rencontre de vache du même en pointe ; à la croix latine alésée d'argent, chargée d'un glaive abaissé de sable (de gueules), brochant sur le tout. Devise / CriPlouider atao huelloc'h (Plouider toujours plus haut) |
| Blason de Plouider | Détails | Le statut officiel du blason reste à déterminer. |

| Blason de Plouigneau | Blason  | De sinople à la croix celtique alésée d'or. |
| Blason de Plouigneau | Détails | La croix celtique rappelle l'évangélisation de la région par les moines venus d'outre-Manche. La couleur verte évoque la terre celte d'Irlande. Le statut officiel du blason reste à déterminer. |

| Blason de Ploumoguer | Blason  | Coupé: au 1er recoupé ondé au I d'or au tourteau rayonnant de gueules mouvant de la partition et au II d'azur, au 2eme d'or à trois quintefeuilles de gueules ; sur le tout un écusson d'azur chargé d'un barbeau d'argent en pal, au chef componé de neuf pièces d'azur et d'argent. Devise / Cridouar ha mor eo hor buhez (terre et mer sont notre vie) |
| Blason de Ploumoguer | Détails | Adoptées par délibération municipale le 5 février 1988. |
| Blason de Ploumoguer | Alias   | Coupé, au premier mi-coupé ondé d'or et d'azur, un soleil non figuré de gueules issant de la partition; au deuxième de sinople à deux gerbes de blé d'or; sur le tout un écusson d'azur chargé d'un barbeau d'argent en pal, à la bordure bastillée d'argent.                                                                                             |

| Blason de Plounéventer | Blason  | Parti : au premier d'azur à la jumelle d'or ployée, contre-ployée et jointe en abîme, accompagnée de deux fleurs de lys du même, au second d'or à une ombre d'épi de blé, à la tête de cheval de sable contournée, brochant sur l'épi ; le tout sommé d'un chef d'argent chargé de cinq mouchetures d'hermine de sable ; le tout enfermé dans une bordure d'argent chargée de trois chevrons d'azur. |
| Blason de Plounéventer | Détails | Le statut officiel du blason reste à déterminer. |

| Blason de Plounévez-Lochrist | Blason  | Écartelé en sautoir, au premier d'argent à une moucheture d'hermine de sable, au deuxième d'or à une tête de lion morné arrachée de sable, au troisième d'or à la tête de lion arrachée d'azur, au quatrième de sable à la tête de lion arrachée d'argent, au sautoir de gueules brochant sur l'écartelé. |
| Blason de Plounévez-Lochrist | Détails | Le statut officiel du blason reste à déterminer. |

| Blason de Plounévézel | Blason  | Parti d'or et de gueules au vol de l'un en l'autre. |
| Blason de Plounévézel | Détails | Le statut officiel du blason reste à déterminer.    |

| Blason de Plourin | Blason  | Parti: au 1er fascé d'or et de gueules, au 2e fascé d'argent et de sable. |
| Blason de Plourin | Détails | Le statut officiel du blason reste à déterminer.                          |

| Blason de Plouvien | Blason  | D'or au lion morné de sable couronné d'or, tenant une crosse de même chargée en pointe de la lettre P capitale d'argent, au chef componé d'argent et de gueules de six pièces. Devise / CriPlouvien da virviken (Plouvien pour toujours) |
| Blason de Plouvien | Détails | Le statut officiel du blason reste à déterminer. |

| Blason de Plouzané | Blason  | D'or aux deux billettes de gueules, l'une en abîme et l'autre évasée vers le bas mouvant de la pointe, flanqué en rond du même aux trois-quarts à partir de la pointe chargé à dextre d'un microscope du champ et à senestre d'un épi de blé du même, au comble bastillé de trois pièces cousues d'argent chargées de trois mouchetures d'hermine de sable. |
| Blason de Plouzané | Détails | * Il y a là non-respect de la règle de contrariété des couleurs : ces armes sont fautives (argent sur or). Le statut officiel du blason reste à déterminer. |

| Blason de Plovan | Blason  | D'or au heaume du même sommé d'un tortil de cinq pièces de gueules et aussi d'or, lui-même sommé d'un cimier au lion léopardé aussi de gueules, bloquant des lambrequins du même entourant le heaume, au chef engrêlé de trois et deux demies pointes de gueules, chargé de trois mouchetures d'hermine du champ, aux quatre tourteaux aussi de gueules rangés entre les pointes du chef. |
| Blason de Plovan | Détails | Le statut officiel du blason reste à déterminer. |

| Blason de Plozévet | Blason  | D'or au vaisseau de trois mâts, armé, gréé et pavillonné de gueules, surmonté de deux mouchetures d'hermine du même, à l'émanche aussi de gueules chargée d'une plume de paon du champ accompagnée de trois besants du même, les deux du chef deux fois plus larges que celui de la pointe. |
| Blason de Plozévet | Détails | Le statut officiel du blason reste à déterminer. |

| Blason de Pluguffan | Blason  | D'azur au cerf saillant d'or, à la bordure double ondée de gueules et d'argent. Devise / Criwar'r prim (sur le vif) |
| Blason de Pluguffan | Détails | Le statut officiel du blason reste à déterminer.                                                                    |

| Blason de Pont-Aven | Blason  | D'azur au pont de deux arches d'or, maçonné de sable, accompagné en chef de deux roues de moulin aussi d'or et en pointe d'un besant d'argent chargé d'un navire de gueules habillé d'hermine. |
| Blason de Pont-Aven | Détails | Armes parlantes. Le statut officiel du blason reste à déterminer. |

| Blason de Pont-Croix | Blason  | D'azur au lion morné d'argent. Devise / CriNaturellement |
| Blason de Pont-Croix | Détails | Le statut officiel du blason reste à déterminer.         |

| Blason de Pont-de-Buis-lès-Quimerc'h | Blason  | De gueules au pont alaisé d'or, accompagné de quatre étoiles flamboyantes de cinq rais du même. |
| Blason de Pont-de-Buis-lès-Quimerc'h | Détails | Le site blasonne "Pont d'or, en abîme, accompagné de quatre étoiles flamboyantes à six raies sur fond de gueule"(ortho respectée) mais dessine un pont alaisé, et des étoiles à cinq rais. Adopté en 1952 (et non modifié en 1965), le pont est "parlant", les étoiles d'or symbolisent la poudrerie créée par Colbert à l'origine du développement de la commune, et le fond de gueules la nature industrielle originelle (poudres et explosifs) de Pont-de-Buis. Armes parlantes. Présent sur le site officiel de la commune issue de la fusion des communes de Pont-de-Buis, de Quimerc'h et de Logonna-Quimerc'h en 1965. |

| Blason de Ponthou (Le) | Blason  | D'or chaussé d'azur, aux deux ponts anciens de trois arches, posés en fasce et brochant sur la partition, de l'un en l'autre, accompagnés en chef d'une croix pattée de gueules et en pointe d'un cor de poste d'azur. |
| Blason de Ponthou (Le) | Détails | La croix rouge des Templiers rappelle l'origine du Ponthou alors que le cor de poste évoque le relais de diligence sur la route Paris-Brest. Les autres éléments illustrent la vallée, le confluent du Douron et du Squiriou et les deux ponts de la commune. Armes parlantes. Décision du conseil municipal en juillet 1992. |

| Blason de Pont-l'Abbé | Blason  | D'or au lion de gueules. Devise / Criheb ken (sans plus).                                                 |
| Blason de Pont-l'Abbé | Détails | Ce sont les armoiries des anciens seigneurs de la ville. Le statut officiel du blason reste à déterminer. |

| Blason de Poullan-sur-Mer | Blason  | D'azur à la croix pattée d'argent, à la gerbe de blé d'or, liée de gueules, brochant sur le tout, au chef ondé d'argent, chargé de trois mouchetures d'hermine de sable. |
| Blason de Poullan-sur-Mer | Détails | Blason présent sur le site officiel de la commune |

| Blason de Poullaouen | Blason  | D'hermine chevronné de gueules.                  |
| Blason de Poullaouen | Détails | Le statut officiel du blason reste à déterminer. |

| Blason de Primelin | Blason  | D'azur à la clef et à la canne médiévale d'or passées en sautoir, au mantel d'or chargé de onze tourteaux d'azur ordonnés en orle, soutenus de trois mouchetures d'hermine de sable rangées en fasce. Devise / CriGrez gwellac'h mag hellez (fais mieux si tu peux) |
| Blason de Primelin | Détails | Le bâton est celui de Saint Primel, qui était boiteux, tandis que la clé est l'attribut de Saint Tugen ( qui fit fuir des chiens enragés). Le mantel d'or symbolise les deux pointes du cap sizun. Les tourteaux évoquent les petites prunes sauvages "polosses" que l'on trouve sur la commune et dont les Primelinois ( surnommés les Polosserien's) étaient friands. Le statut officiel du blason reste à déterminer. |

Pas de blasons connus pour les communes suivantes : Pleyber-Christ - Plobannalec-Lesconil - Ploéven - Plouédern - Plouégat-Guérand - Plouégat-Moysan - Plougar - Plougonven - Plounéour-Brignogan-plages - Plounéour-Ménez - Plounéour-Trez - Plourin-lès-Morlaix - Plouvorn - Plouyé - Plouzévédé - Porspoder - Pouldergat et Pouldreuzic

Pseudo-blason/logo pour les communes suivantes Port-Launay
- Haut – A
- B
- C
- D
- E
- F
- G
- H
- I
- J
- K
- L
- M
- N
- O
- P
- Q
- R
- S
- T
- U
- V
- W
- X
- Y
- Z

## Q
| Blason de Querrien | Blason  | De sinople à un épi de blé d'or issant de la pointe accosté de deux pals ondés d'argent, au chef de même chargé d'une croix celtique de sinople mouvant du trait du chef, accostée de deux mouchetures d'hermine de sable. |
| Blason de Querrien | Détails | Présent sur le site officiel de la commune |

| Blason de Quimper | Blason  | D'azur au bélier passant d'argent accorné et onglé d'or, au chef d'hermine. |
| Blason de Quimper | Détails | Le champ d'hermines symbolise la Bretagne (emblème des ducs de Bretagne) et le bélier symbolise le pays de Cornouailles, dont Quimper est la capitale. Il s'agit probablement d'une reprise du blason du diocèse de Quimper. Blason de la ville depuis 1697 |

| Blason de Quimperlé | Blason  | D’hermine au coq de gueules, barbé, membré et crêté d’or. |
| Blason de Quimperlé | Détails | Le statut officiel du blason reste à déterminer.          |

Pas de blason connu pour la commune suivante : Quéménéven.
- Haut – A
- B
- C
- D
- E
- F
- G
- H
- I
- J
- K
- L
- M
- N
- O
- P
- Q
- R
- S
- T
- U
- V
- W
- X
- Y
- Z

## R
| Blason de Relecq-Kerhuon (Le) | Blason  | D'azur au navire kerhor de sable, équipé et habillé d'or, au chef d'argent chargé de cinq mouchetures d'hermine de sable. Ornements extérieursTimbré d'un pont d'or (pont Albert-Louppe) reposant au centre sur une trame d'argent de l'encre de marine et orné du nœud plat de cordage. Supporté, à dextre du lion morné de sable du Léon, à sénestre du bélier d'argent de Cornouaille. A la pointe de l'écu : la stangue d'argent, orné de la banderole d'or avec en lettres de sable sa devise bretonne. Devise / Cri« Kerhor araok atao » (Kerhor en avant toujours). |
| Blason de Relecq-Kerhuon (Le) | Détails | Déposé en préfecture le 5 septembre 1980 |

| Blason de Riec-sur-Bélon | Blason  | D'or à la fasce ondée d'azur chargée de trois coquilles d'huîtres d'argent, accompagnée en chef d'une moucheture d'hermine de sable accostée de deux macles aussi d'azur et en pointe d'un griffon de gueules. |
| Blason de Riec-sur-Bélon | Détails | L’onde bleue représente le Bélon, rivière marine célèbre pour ses parcs à huîtres, d’où la présence des trois coquilles. Les macles évoquent la famille des Guer de Pontcallec, puissante famille bretonne à la tête de nombreux territoires bretons durant plusieurs siècles et seigneurs du manoir de la Porte Neuve à Riec, de 1300 à 1800. L’hermine rappelle la Bretagne. Enfin, le griffon était le symbole de la famille Morillon, possesseurs de La Porte Neuve au XIIIe siècle. Blason présent sur le site officiel de la commune. |

| Blason de Roche-Maurice (La) | Blason  | Écartelé, au premier d'azur à la tour d'argent posée sur un roc du même, au deuxième et au troisième d'or au lion morné de sable, au quatrième d'azur à la truite d'argent surmontée d'un pont de deux arches du même, sur le tout de gueules aux neuf macles d'or ordonnées 3, 3 et 3. |
| Blason de Roche-Maurice (La) | Détails | Blason présent sur le site internet de la commune |

| Blason de Roscanvel | Blason  | D'azur au pignon de quatre degrés d'or, mouvant de la pointe et chargé d'une moucheture d'hermine de gueules. Devise / CriPar Rosa (semblable à la rose) |
| Blason de Roscanvel | Détails | Le pignon d’or sur champ d’azur symbolise la presqu'ile de Crozon s’avançant sur la mer. Le choix d’un pignon (triangle crénelé) rappelle que Roscanvel fut une zone fortifiée, véritable camp retranché. L’or et le gueules évoquent les combats historiques avec les Espagnols (rouge et or : couleurs de l’Espagne). La moucheture d’hermine revêt une double signification, l'appartenance brestonne et le rejet des Espagnols puisque les Bretons étaient finalement demeurés maîtres du territoire. Présent sur le site officiel de la commune |

| Blason de Roscoff | Blason  | D'azur au navire d'argent équipé d'hermine voguant sur une onde d'argent ; au chef d'hermine. Devise / Cria rei, a skei atao (donne et frappe toujours ).                                                                |
| Blason de Roscoff | Détails | La devise s'inspire du nom de la ville, dont la première syllabe : Ro signifie : Donne et la finale : sco, moins les deux f non prononcé en breton, veut dire : Frappe. Le statut officiel du blason reste à déterminer. |

| Blason de Rosporden | Blason  | D'hermine au filet en barre de gueules, au chef d'azur. |
| Blason de Rosporden | Détails | Blason utilisé sur le bulletin municipal                |

Pas de blason connu pour les communes suivantes : Rédené - Rosnoën.
- Haut – A
- B
- C
- D
- E
- F
- G
- H
- I
- J
- K
- L
- M
- N
- O
- P
- Q
- R
- S
- T
- U
- V
- W
- X
- Y
- Z

## S
| Blason à dessiner | Blason  | D'argent à deux mains de carnation posées de profil, adossées, ouvertes vers le chef et reliées par les poignets, d'où meuvent deux épis de blé courbés et affrontés d'or, entourant une ampoule électrique posée en pal, le culot d'argent en bas, le bulbe d'azur surchargé de douze étoiles d'or ordonnées en orle, l'ampoule surmontée d'un besant du champ chargé d'un triskel de sable, l'ensemble accompagné de deux mouchetures d'hermine de sable en chef et d'une jumelle ondée d'azur en pointe; le tout enfermé dans une filière de sinople. Devise / CriUn listel portant la devise de la commune "tradition - accueil - avenir" |
| Blason à dessiner | Détails | Blason présenté sur le site officiel de la commune(2017). |

| Blason de Saint-Derrien | Blason  | De sable au dragon d'or, au chef chevron renversé du même chargé d'un heaume paré et cimé d'un lion morné, le tout du champ, l'animal reposant sur un bandeau tressé de sept pièces de sable et d'or, garni d'un lambrequin aussi de sable, orlé d'or, le tout accosté de deux mouchetures d'hermine du champ. |
| Blason de Saint-Derrien | Détails | Le statut officiel du blason reste à déterminer. |

| Blason de Saint-Éloy | Blason  | D'or à l'arbre de sinople au fût enrubanné de gueules, accompagné de trois fers à cheval de sable. |
| Blason de Saint-Éloy | Détails | Le statut officiel du blason reste à déterminer.                                                   |

| Blason de Saint-Évarzec | Blason  | De gueules au château donjonné de trois tours d'argent, maçonné de sable, posé sur un rocher de trois coupeaux du même chargé du reliquaire du saint clou d'argent, posé en fasce, orné d'une pierre précieuse d'azur sertie d'or, portant un Christ crucifié d'argent auréolé d'or, gravé DE SANCTO CLAVO. |
| Blason de Saint-Évarzec | Détails | * Il y a là non-respect de la règle de contrariété des couleurs : ces armes sont fautives (sable sur gueules). Le statut officiel du blason reste à déterminer. |

| Blason de Saint-Jean-Trolimon | Blason  | De gueules au mouton d'or, au chef engrêlé du même chargé d'une croix pattée alésée du champ accostée de deux mouchetures d'hermine du même. |
| Blason de Saint-Jean-Trolimon | Détails | Le statut officiel du blason reste à déterminer.                                                                                             |

| Blason de Saint-Martin-des-Champs | Blason  | D'argent à la roue d'engrenage de gueules de quatre rais assemblés en croix, au mantel de gueules chargé de cinq besants d'or ordonnés 3 et 2. Ornements extérieursSouligné par un listel portant sa devise. Devise / Cri« Madelez ha Nerz » (bonté et force). |
| Blason de Saint-Martin-des-Champs | Détails | Déposé en préfecture le 5 avril 1978. |

| Blason de Saint-Méen | Blason  | De sinople à la fasce d'or chargée d'un lion morné de sable, accompagnée de trois mouchetures d'hermine d'or rangées en chef et d'une mitre du même en pointe.                                                                        |
| Blason de Saint-Méen | Détails | Le statut officiel du blason reste à déterminer. |
| Blason de Saint-Méen | Alias   | D'azur à la Vierge à l'Enfant, assise sur un siège antique, le tout d'or. La variante que l'on retrouve dans les divers armoriaux (Armoiries des villes de Bretagne, Michel Froger) et Geobreizh est, en fait, le blason de l'abbaye. |

| Blason de Saint-Pabu | Blason  | De sable aux deux besants d'or accompagnés d'un gousset d'azur, les coutures en filet d'argent, chargé d'un besant rangé en fasce avec les deux premiers et en chef d'une tiare papale accostée de deux mouchetures d'hermine, le tout aussi d'or. |
| Blason de Saint-Pabu | Détails | Le statut officiel du blason reste à déterminer. |

| Blason de Saint-Pol-de-Léon | Blason  | Parti, au premier d'or au lion morné de sable tenant une crosse épiscopale de gueules, au second d'hermine au sanglier rampant de sable allumé et défendu d'argent accolé d'une couronne d'or soutenant au canton dextre une tour de gueules donjonnée de trois tourelles. Devise / Cri« non offendo sed deffendo » (je n'agresse pas mais je me défends) est souscrite à l'écu. |
| Blason de Saint-Pol-de-Léon | Détails | présenté sur le site officiel de la commune |

| Blason de Saint-Renan | Blason  | D'or au cheval gai cabré de sable. |
| Blason de Saint-Renan | Détails | D'après le sceau de la cour de justice ducale de Saint-Renan (XIVe siècle), le cheval rappelle les nombreux marchés aux chevaux de Saint-Renan. Le statut officiel du blason reste à déterminer. |

| Blason de Saint-Sauveur | Blason  | D'argent aux deux pals d'azur ; sur le tout de sinople à l'épi de blé d'or. |
| Blason de Saint-Sauveur | Détails | Le statut officiel du blason reste à déterminer.                            |

| Blason de Saint-Ségal | Blason  | De sinople au cheval d'argent, au chef ondé du même chargé de trois mouchetures d'hermine de sable et d'une flèche de gueules posée en fasce brochant. |
| Blason de Saint-Ségal | Détails | La flèche est là pour rappeler le martyre de Saint-Sébastien à qui une chapelle est dédiée dans la commune. Les ondes rappellent la présence de l'Aulne. Les épis et le fond vert de la partie inférieure du blason évoque la vocation essentiellement agricole de Saint-Ségal dans les années passées. Le cheval témoigne d'une activité jadis importante et florissante de la commune : l'élevage de chevaux. Présent sur le site officiel de la commune |

| Blason de Saint-Thégonnec | Blason  | De sinople au loup passant d'argent, animé, armé et lampassé de gueules, au chef aussi d'argent chargé de trois croisettes aussi de gueules. Devise / Cri« Dalc'h mad atao » |
| Blason de Saint-Thégonnec | Détails | Le statut officiel du blason reste à déterminer. |

| Blason de Sainte-Sève | Blason  | Parti d'azur et d'argent au totem du château d'eau de Pen Frat, mouvant de la pointe et brochant de l'un en l'autre. |
| Blason de Sainte-Sève | Détails | Le statut officiel du blason reste à déterminer.                                                                     |

| Blason de Santec | Blason  | Taillé : au 1er d'or à l'artichaut, au chou-fleur et à la botte de trois carottes, le tout au naturel et ordonné en orle, au 2e d'or au voilier de gueules, les voiles d'hermine, voguant de front et de trois-quarts sur une mer d'azur ; à la bande d'argent chargée de cinq mouchetures d'hermine de sable, brochant sur la partition. |
| Blason de Santec | Détails | Le statut officiel du blason reste à déterminer. |

| Blason de Scaër | Blason  | D'or au pal ondé d'azur accosté de deux pierres de Coadry de sable, posées en pal, au chef d'azur chargé d'un rencontre de bélier du champ accosté de deux haches d'armes adossées d'argent. Ornements extérieursL’écu, timbré d’un listel parcheminé portant le nom de " SCAER " en lettres onciales de sable est soutenu à dextre par une branche de chêne, à senestre par une branche de hêtre, toutes deux fruitées de sinople, croisées en pointe en sautoir, la croix de guerre 1939-1945 au naturel appendue à la pointe de l’écu et brochant sur la croisure des branches. |
| Blason de Scaër | Détails | L’or symbolise la postérité agricole de cette vaste commune rurale. L’azur était autrefois la couleur des lutteurs scaérois. L’onde évoque l’Isole et, secondairement, les activités industrielles de Scaër notamment la plus ancienne : les papeteries de Cascadec. Les deux " pierres de Coadry " sont nombreuses dans le sol de la commune : ce sont des staurotides ou staurolithes (silicate d’alumine et de fer de couleur sombre) cristallisées en forme de croix. Par le fait, elles peuvent aussi rappeler les nombreuses chapelles éparpillées sur le territoire de la commune. Le bélier rappelle les lutteurs bretons, très réputés à Scaër, et servait de trophée de récompense (le " maout "). Les deux haches d’armes sont empruntées à une famille noble, les DU BOT, dont les armes étaient " d’argent à deux haches d’armes adossées de gueules (ou de sable) ". Les branches de hêtre et de chêne symbolisent la forêt domaniale de Coatloc’h et, en ce qui concerne le hêtre, rappelle l’artisanat sabotier très pratiqué naguère encore dans cette forêt. La croix de guerre 1939-1945 évoque les combats de la résistance (Kernabat notamment) de la fin de la 2e guerre mondiale. Blason présenté sur le site officiel de la commune |

| Blason de Sizun | Blason  | D'argent aux sept mouchetures d'hermine de sable ordonnées 3, 3 et 1, à la bordure de sinople chargée de huit besants d'or. Ornements extérieursTimbré de l'arc de triomphe d'or de l'enclos paroissial Saint-Suliau, soutenu à dextre et senestre d'un feuillage roman de gueules. A la pointe de l'écu, d'azur ondé, à deux truites d'argent affrontées, avec terrasse de sinople. Bordant à l'onde d'azur, la banderole de gueules à lettres d'argent, portant sa devise Devise / Cri« Sizun sklerder menez are » (Sizun, clarté des Monts d'Arrée). |
| Blason de Sizun | Détails | Les hermines situent la terre de Bretagne et les besants d'or sur fond de sinople, classant la commune dans sa vocation agricole. L'arc de triomphe de l'enclos, formant la couronne murale est noté comme le plus beau de Basse-Bretagne, selon le livre de références "La vie des Saints de la Bretagne Armorique" d'Albert Le Grand. Le feuillage roman de gueules est inspiré du très bel orgue de l'église, représentatif monument de l'art musical sacré breton. Les truites, produit de l'Elorn en particulier, en plus des projets prévus, sont mises de même à contribution pour la décoration des armoiries et s'y ajoute la devise démontrant le caractère exemplaire local, allant toujours de l'avant et au plus haut degré en pays de Léon. Blason décrit sur le site officiel de la commune. |

| Blason de Spézet | Blason  | Coupé emmanché d'or à cinq mouchetures d'hermine de sable rangées en fasce et de sable au lion léopardé d'or.. |
| Blason de Spézet | Détails | Le blason figure sur le site officiel de la commune.                                                           |

Pas de blason connu à ce jour pour les communes suivantes :  Saint-Divy - Saint-Frégant - Saint-Goazec - Saint-Hernin - Saint-Jean-du-Doigt - Saint-Nic - Saint-Rivoal - Saint-Servais - Saint-Thois - Saint-Thonan - Saint-Thurien - Saint-Thégonnec Loc-Eguiner - Saint-Urbain - Saint-Vougay - Saint-Yvi - Scrignac - Sibiril.
- Haut – A
- B
- C
- D
- E
- F
- G
- H
- I
- J
- K
- L
- M
- N
- O
- P
- Q
- R
- S
- T
- U
- V
- W
- X
- Y
- Z

## T
| Blason de Taulé | Blason  | De sable au chef-pal d'or chargé d'une moucheture d'hermine de sable et d'un lion passant morné du même en chef, la moucheture de sable accostée de deux mouchetures d'hermine d'or.                                                                               |
| Blason de Taulé | Détails | Le chef-pal a été choisi car il représente le T initial de Taulé. Les couleurs sable et or ainsi que le lion symbolise le pays du Léon dont fait partie Taulé. Les hermines situent la commune en Bretagne. Le blason apparaît sur le site officiel de la commune. |

| Blason de Telgruc-sur-Mer | Blason  | Palé d'argent et d'azur de six pièces, au phénix d'or sur son immortalité du même brochant sur le tout. Devise / Cri"En bon espoir", devise des seigneurs de Rosmadec. |
| Blason de Telgruc-sur-Mer | Détails | Les bandes alternées bleues et blanches constituent l'écu des seigneurs de Rosmadec, noble et ancienne famille bretonne, puissants propriétaires notamment des terres et du moulin de la commune depuis le XIVe siècle. Les Rosmadec étaient descendants des anciens princes et rois de Bretagne (XIe siècle). Ces armes se retrouvent dans la cathédrale Saint Corentin à Quimper car Bertrand de Rosmadec, issu de cette famille, en fit édifier les tours, les orgues et la nef. Le phénix, symbole de renaissance, a été rajouté après la seconde guerre mondiale, la ville ayant été reconstruite après avoir été en partie rasée par les bombardements alliés (américains) le 3 septembre 1944. Blason utilisé sur le site internet officiel de la commune. |

| Blason de Tourch | Blason  | D’argent au sanglier passant de sable, allumé et défendu d’argent, à la bordure d’azur; au chef d’argent chargé de cinq mouchetures d’hermine. |
| Blason de Tourch | Détails | Le statut officiel du blason reste à déterminer.                                                                                               |

| Blason de Trégarantec | Blason  | De sinople à l'écusson d'or chargé d'un lion morné de sable, accompagné en chef à dextre d'une tour aussi d'or, ouverte et ajourée du champ, maçonnée aussi de sable, à senestre d'une croisette d'or et en pointe d'une mitre épiscopale d'argent parée d'or. Devise / Criwar zao paotred |
| Blason de Trégarantec | Détails | Le statut officiel du blason reste à déterminer. |

| Blason de Trégarvan | Blason  | De sinople à une nef d’or, chapé du même.        |
| Blason de Trégarvan | Détails | Le statut officiel du blason reste à déterminer. |

| Blason de Tréglonou | Blason  | Écartelé, au premier d'azur à la barque contournée d'argent voguant sur une rivière d'azur accostée à dextre d'une falaise aussi d'argent surmontée d'une chapelle d'or, au franc-canton d'hermine, qui est Tréglonou ancien, au deuxième contre-écartelé d'or et d'azur le tout sommé d'un chef bastillé de gueules, qui est cadet de Tournemine, au troisième de vair plain de gueules et d'or, qui est Kergolay, au quatrième d'argent au gouvernail de sable accompagné de trois croisettes du même, qui est Kerouarz; sur le tout d'or au lion morné de sable, qui est seigneur de Léon. |
| Blason de Tréglonou | Détails | Adopté le 25 aoüt 1935, le blason ajoute à celui de 1674 les armes des principaux seigneurs du lieu. Une version de vair est proposée sur l'armorial de France. Le statut officiel du blason reste à déterminer. |

| Blason de Tréguennec | Blason  | De gueules au loup d'or, allumé du champ, au chef cousu d'azur, chargé de quatre mouchetures d'hermine aussi d'or et cinq besants du même accolés brochant sur la ligne du chef.                  |
| Blason de Tréguennec | Détails | * Ces armes emploient le terme « cousu » dans le seul but de contrevenir à la règle de contrariété des couleurs : elles sont fautives. Blason utilisé sur le site internet officiel de la commune |

| Blason de Trégunc | Blason  | D'azur au voilier de gueules, habillé d'argent, voguant sur une champagne fascée ondée d'argent et d'azur de quatre pièces, accompagné à dextre de deux oiseaux en vol d'argent et surmonté d'une barre de navire d'or à dextre et d'une ancre du même à senestre. |
| Blason de Trégunc | Détails | Le statut officiel du blason reste à déterminer. |

| Blason de Tréhou (Le) | Blason  | D'argent à la hache à douille de sable, accompagnée de trois fleurs de lin d'azur. |
| Blason de Tréhou (Le) | Détails | La découverte en 1958 d'un trésor constitué de 900 haches à douille en bronze explique le motif principal du blason, complété par les fleurs de lin, car l'exploitation du lin et de la toile assura une longue période de prospérité et les juloded, paysans-marchands, administrèrent la commune et lui donnèrent ses maires successifs. Le statut officiel du blason reste à déterminer. |

| Blason de Tréméoc | Blason  | De gueules au cheval trottant d'or; au chef du même chargé de trois mouchetures d'hermine de gueules ordonnées 2 et 1 et de trois flèches du même, posées en fasce, brochant sur les deux mouchetures des flancs et passant sous celle du centre. |
| Blason de Tréméoc | Détails | Utilisé sur le site officiel de la commune |

| Blason de Tréogat | Blason  | De gueules au lion d'or, à la bordure du même chargée en chef de cinq mouchetures d'hermine du champ, aux flancs et en pointe de six tourteaux du même ordonnés en orle. |
| Blason de Tréogat | Détails | En son centre d’un lion crachant de l’eau (?) qui illustre la menace constante de la mer ; il est entouré de besants d’or qui figurent la dune de galets protectrice (elle ne l’est plus maintenant) ; les hermines sont le symbole de la Bretagne et les couleurs jaune et rouge celui du pays Bigouden. Adopté en 1995 |

| Blason de Trévoux (Le) | Blason  | D'or aux trois clochers de sable rangés en pal, soutenus chacun de deux coquelicots de gueule boutonnés aussi de sable, aux tiges de sinople passées en sautoir, au comble d'argent chargé de cinq mouchetures d'hermine de sable et soutenu d'un filet du même. |
| Blason de Trévoux (Le) | Détails | Sous un chef de Bretagne, les armes montrent les trois clochers des villages de la commune. Armes déposées le 27 juin 1996 en préfecture du Finistère. |

| Blason de Trézilidé | Blason  | Parti: au 1 de sable à la fasce ondée accompagnée en chef de deux mouchetures d'hermine et en pointe d'une roue de moulin tous d'or, au 2 du même au lion d'azur. |
| Blason de Trézilidé | Détails | Créé par JF Binon. Page Facebook de la commune, 2025. |

Pas de blasons connus pour les communes suivantes : Trébabu - Treffiagat - Tréflaouénan - Tréflévénez - Tréflez - Trégourez (voir PDD) - Trémaouézan - Tréméven - Tréouergat.
- Haut – A
- B
- C
- D
- E
- F
- G
- H
- I
- J
- K
- L
- M
- N
- O
- P
- Q
- R
- S
- T
- U
- V
- W
- X
- Y
- Z